# Emléktáblák Szentendrén
Szentendre szócikkhez kapcsolódó képgaléria, mely helyi, országos vagy nemzetközi hírű személyekkel, valamint épületekkel, műtárgyakkal, helynevekkel és eseményekkel összefüggő emléktáblákat tartalmaz.

## Galéria

### Emléktáblák

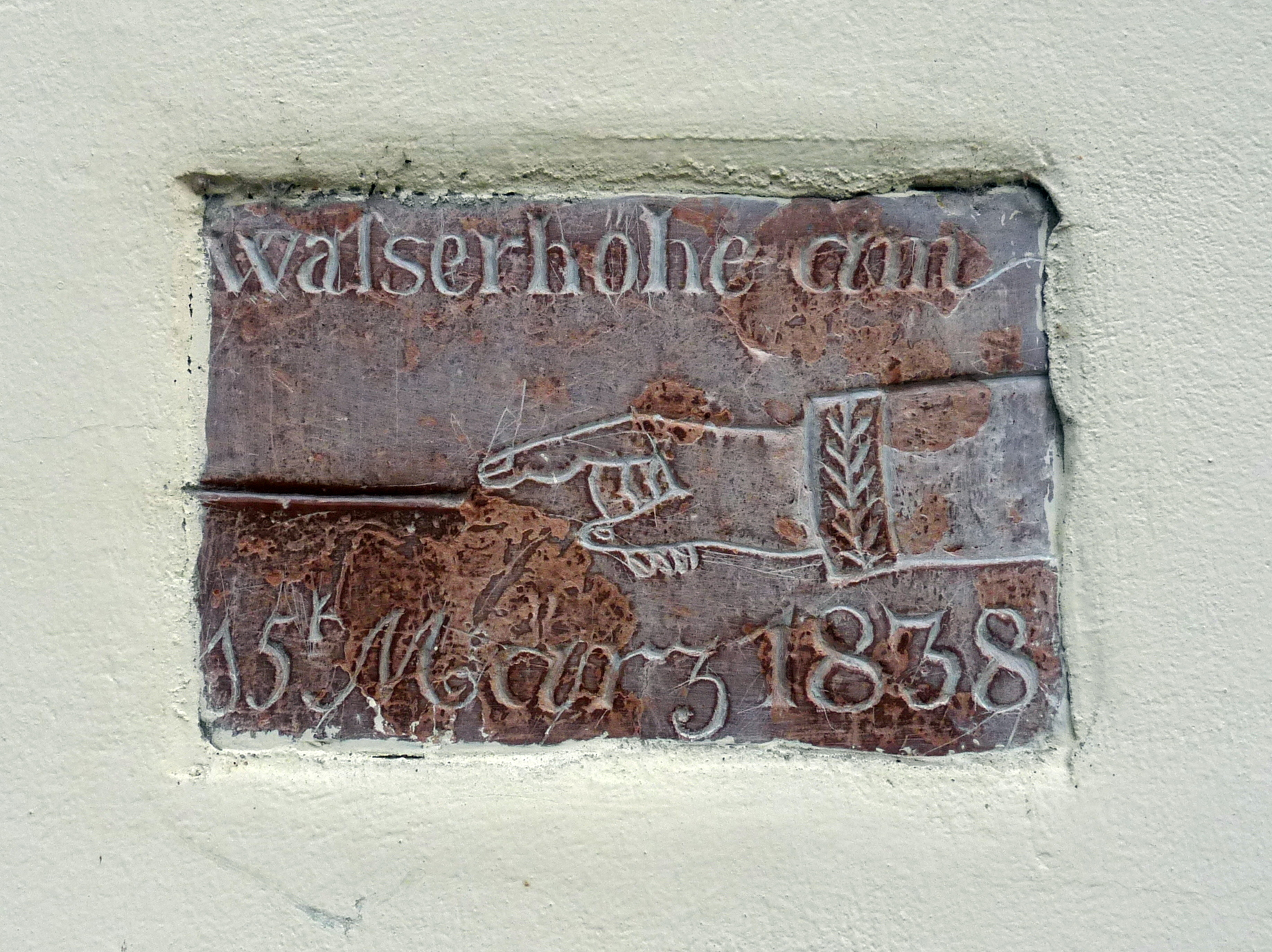
1838-as árvíz, Dumtsa Jenő utca 20.
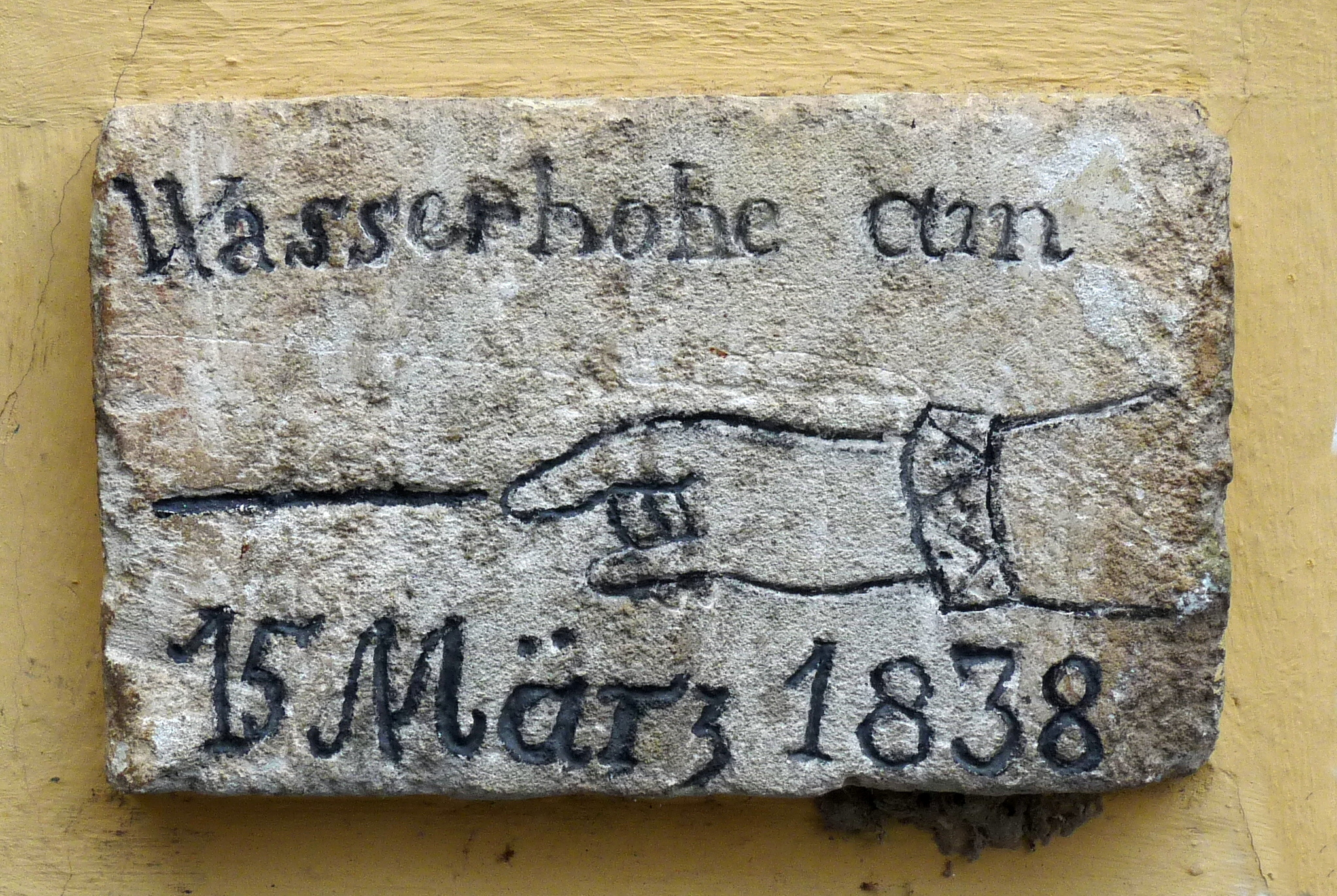
1838-as árvíz, Görög utca 4.
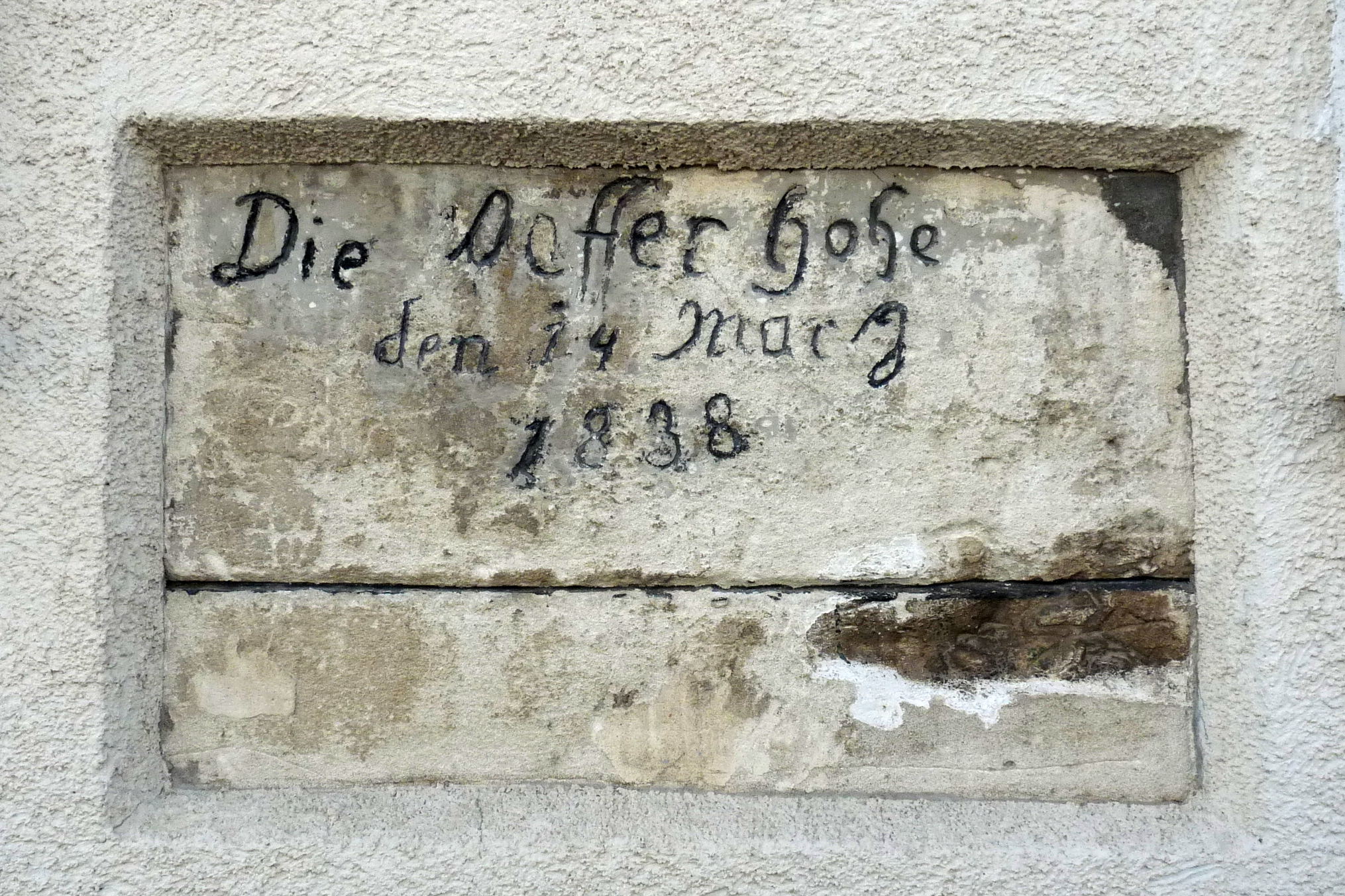
1838-as árvíz, Kör utca 5.
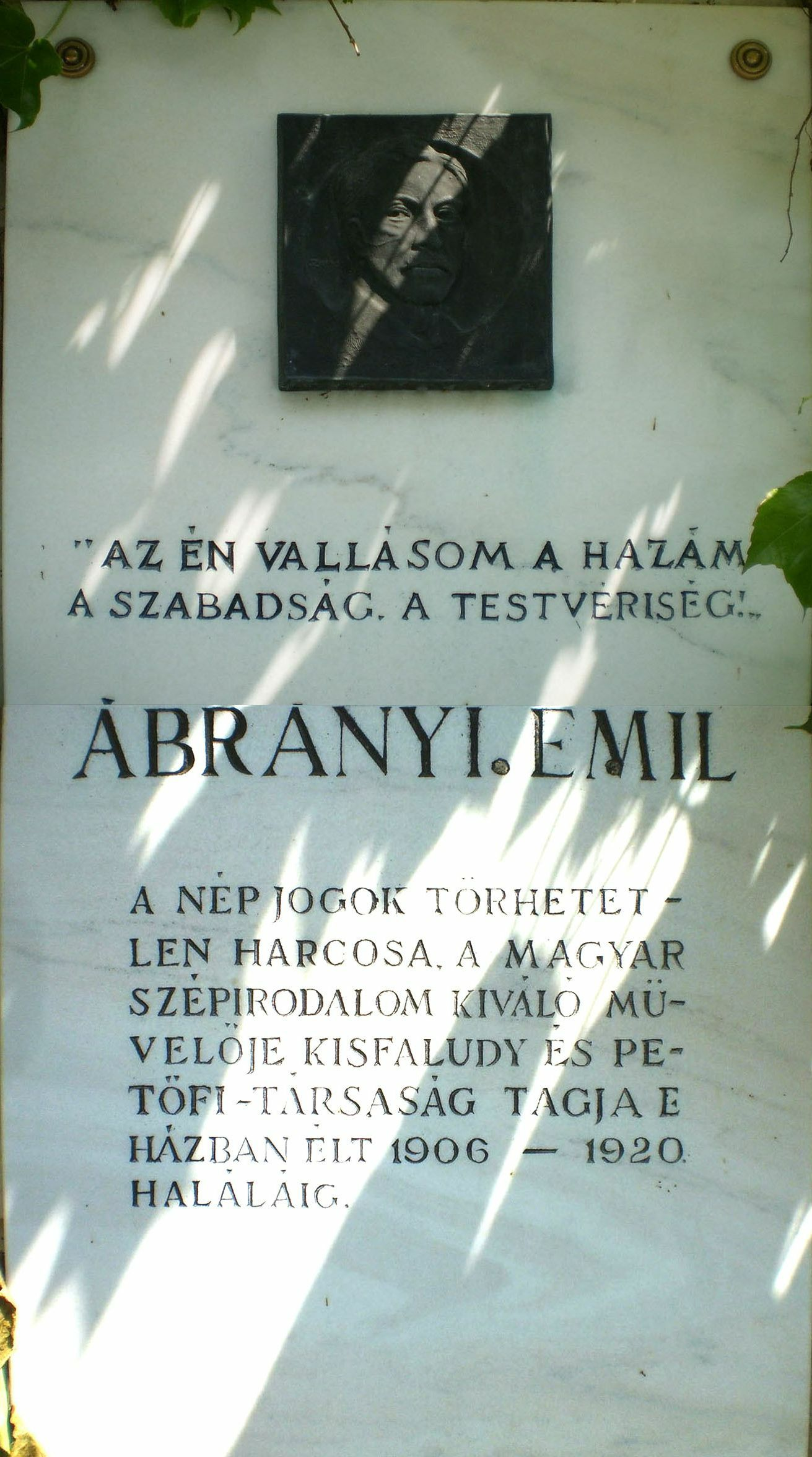
Ábrányi Emil, Ábrányi Emil utca 10. alkotó: Szamosi Soós Vilmos
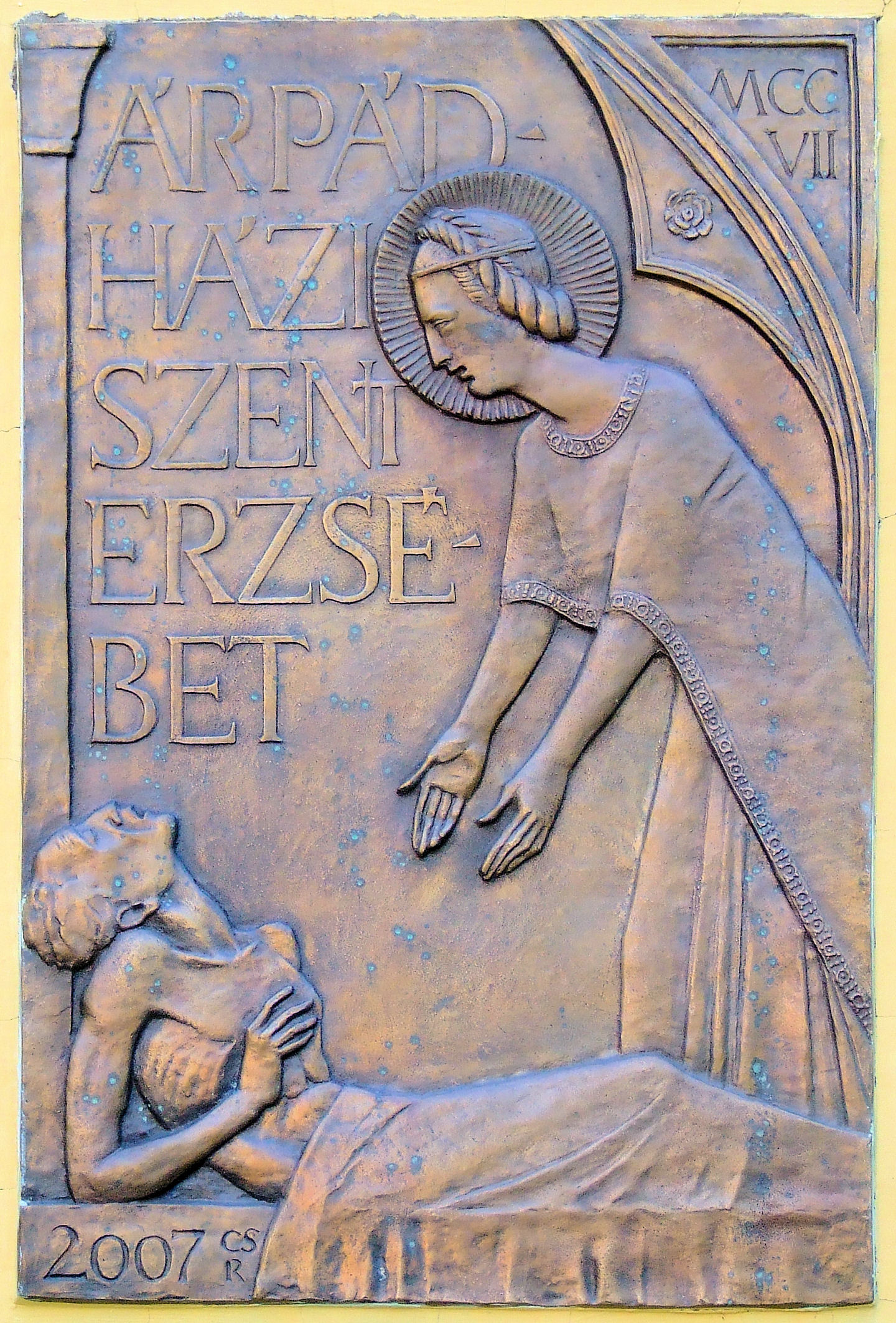
Árpád-házi Szent Erzsébet, Kucsera Ferenc utca 1. alkotó: Csíkszentmihályi Róbert
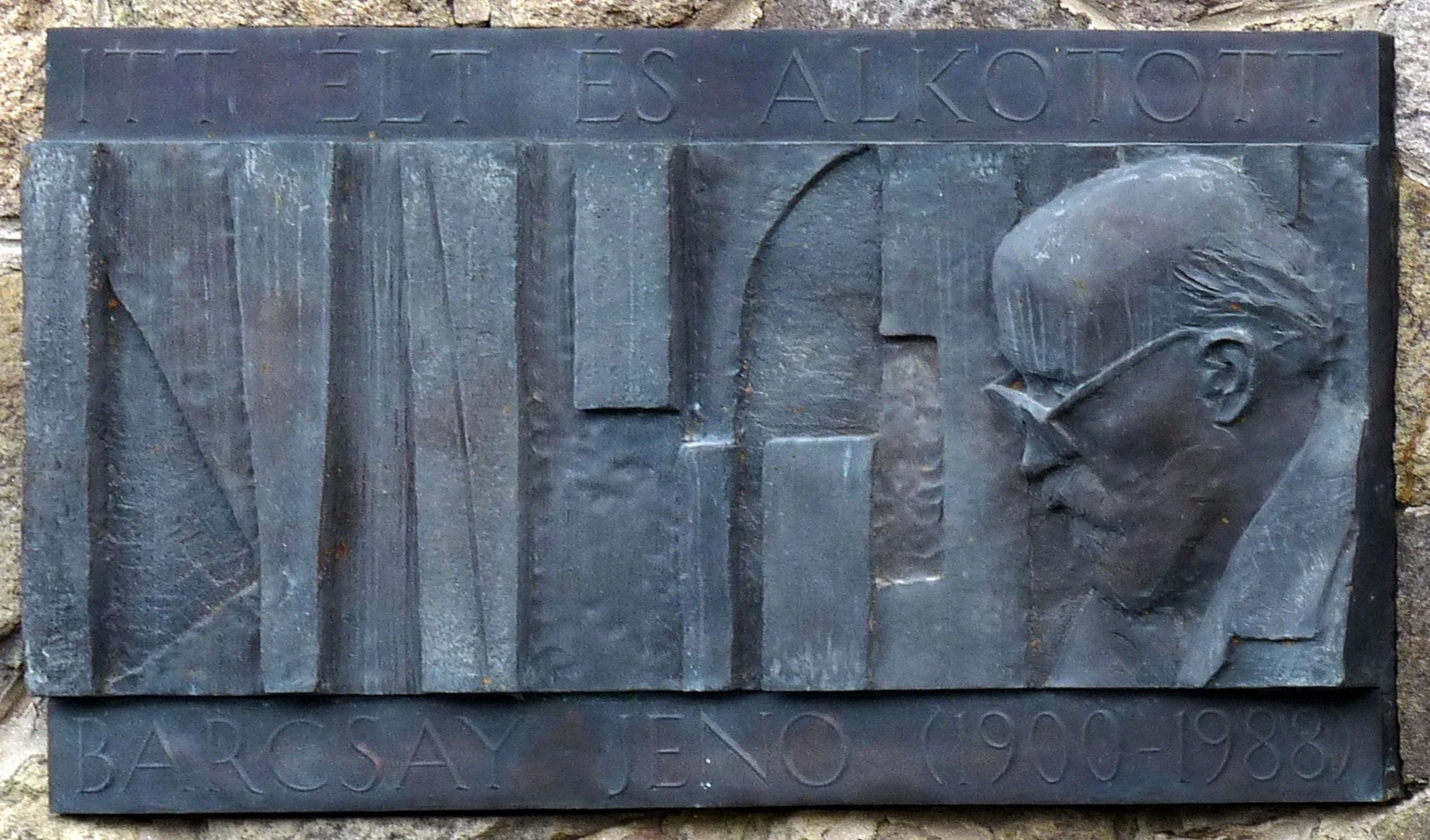
Barcsay Jenő, Zenta utca 5. alkotó: Szabó Ádám
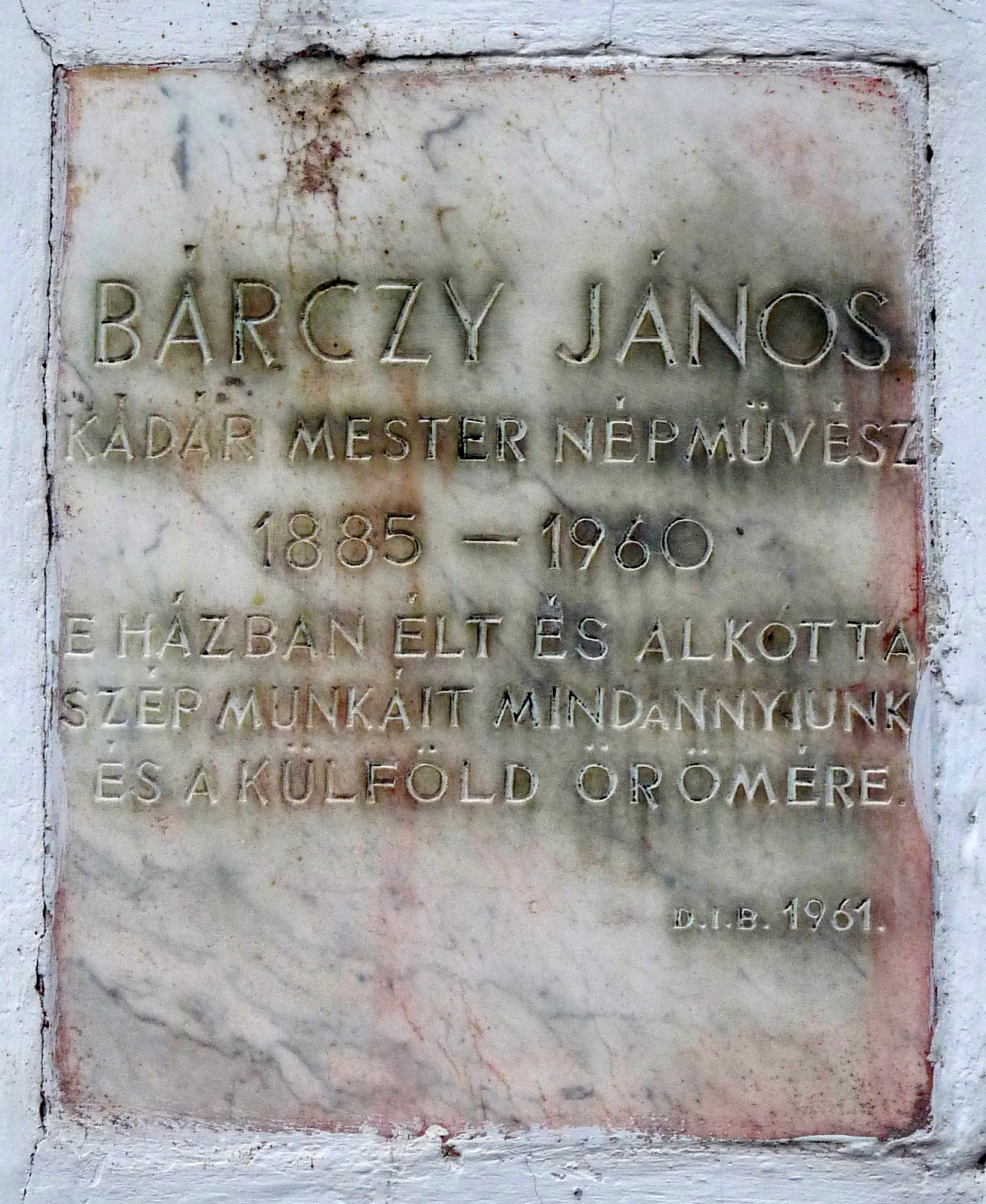
Bárczy János, Bogdányi út 30.
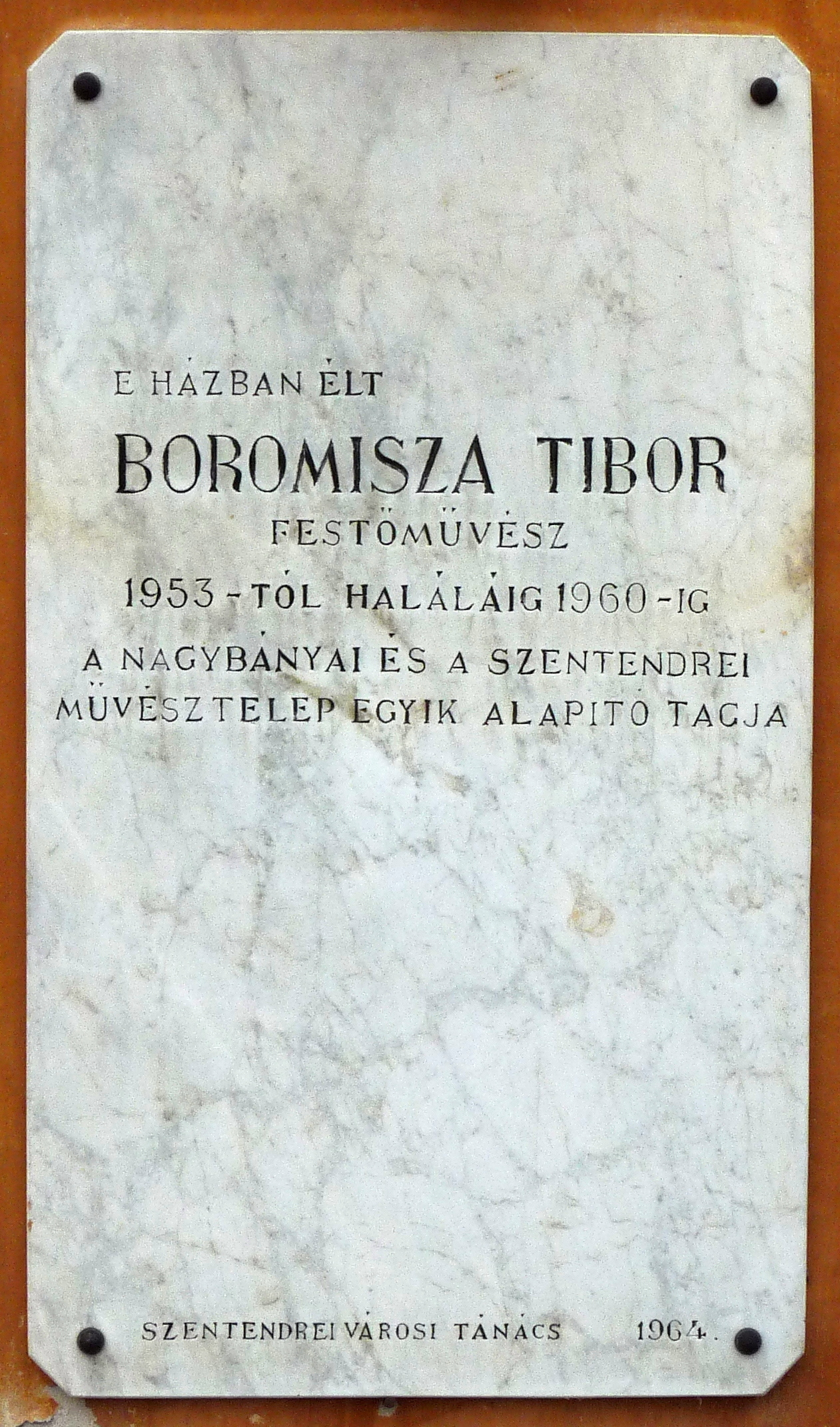
Boromisza Tibor, Dunakorzó 4.
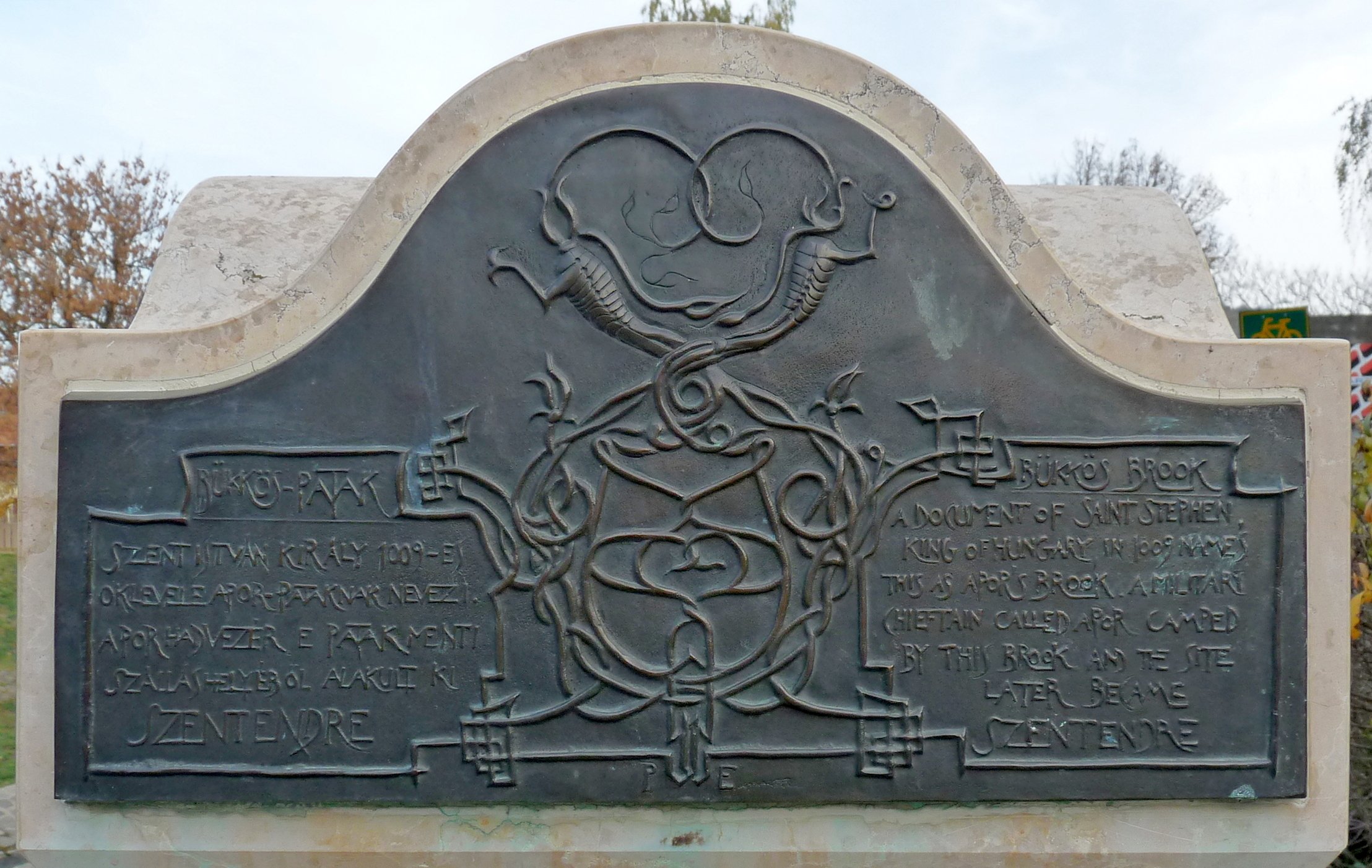
Bükkös-patak, Szabadság tér alkotó: Páljános Ervin
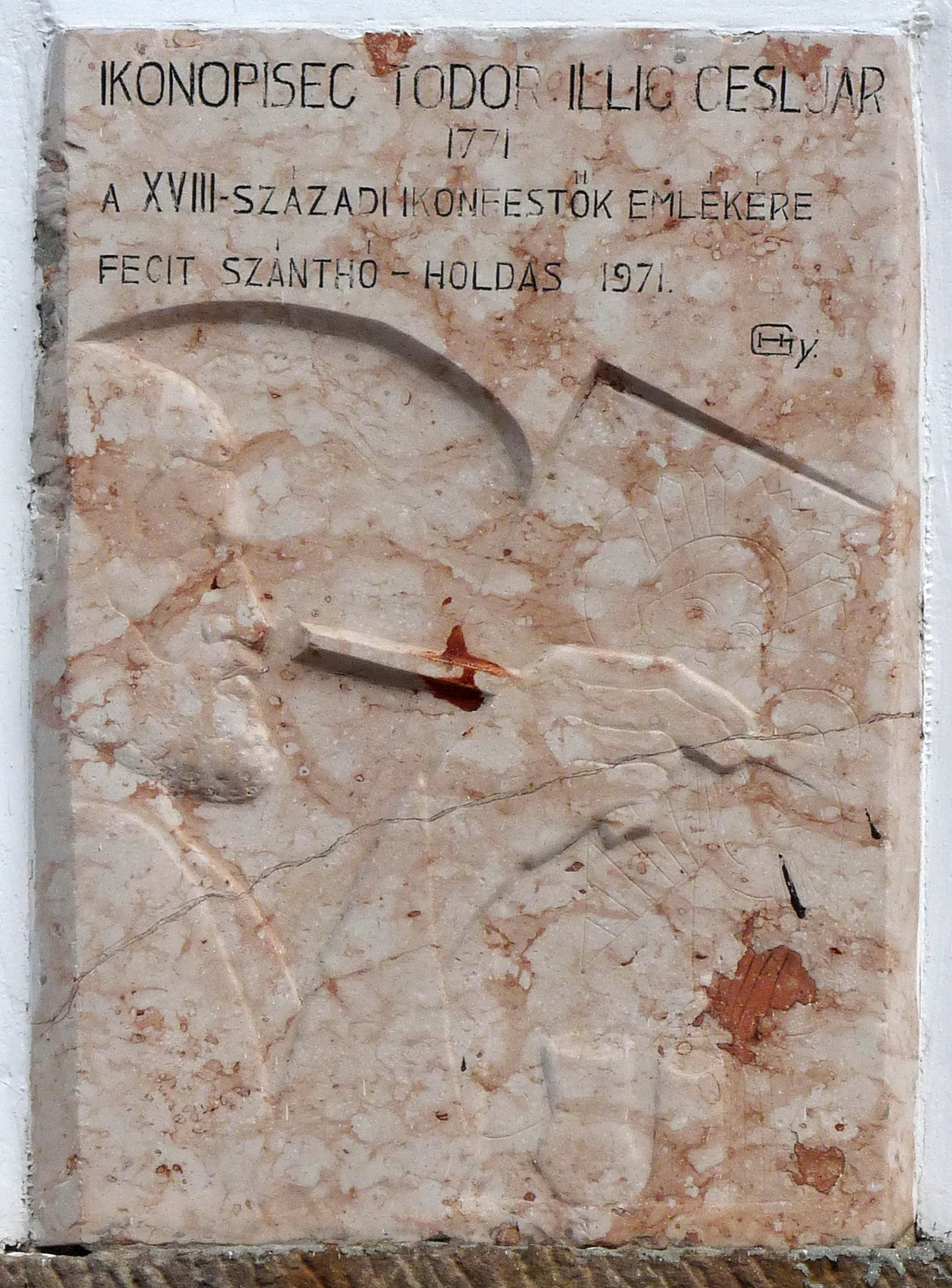
Teodor Ilić Češljar, Malom utca 5. alkotó: Holdas György
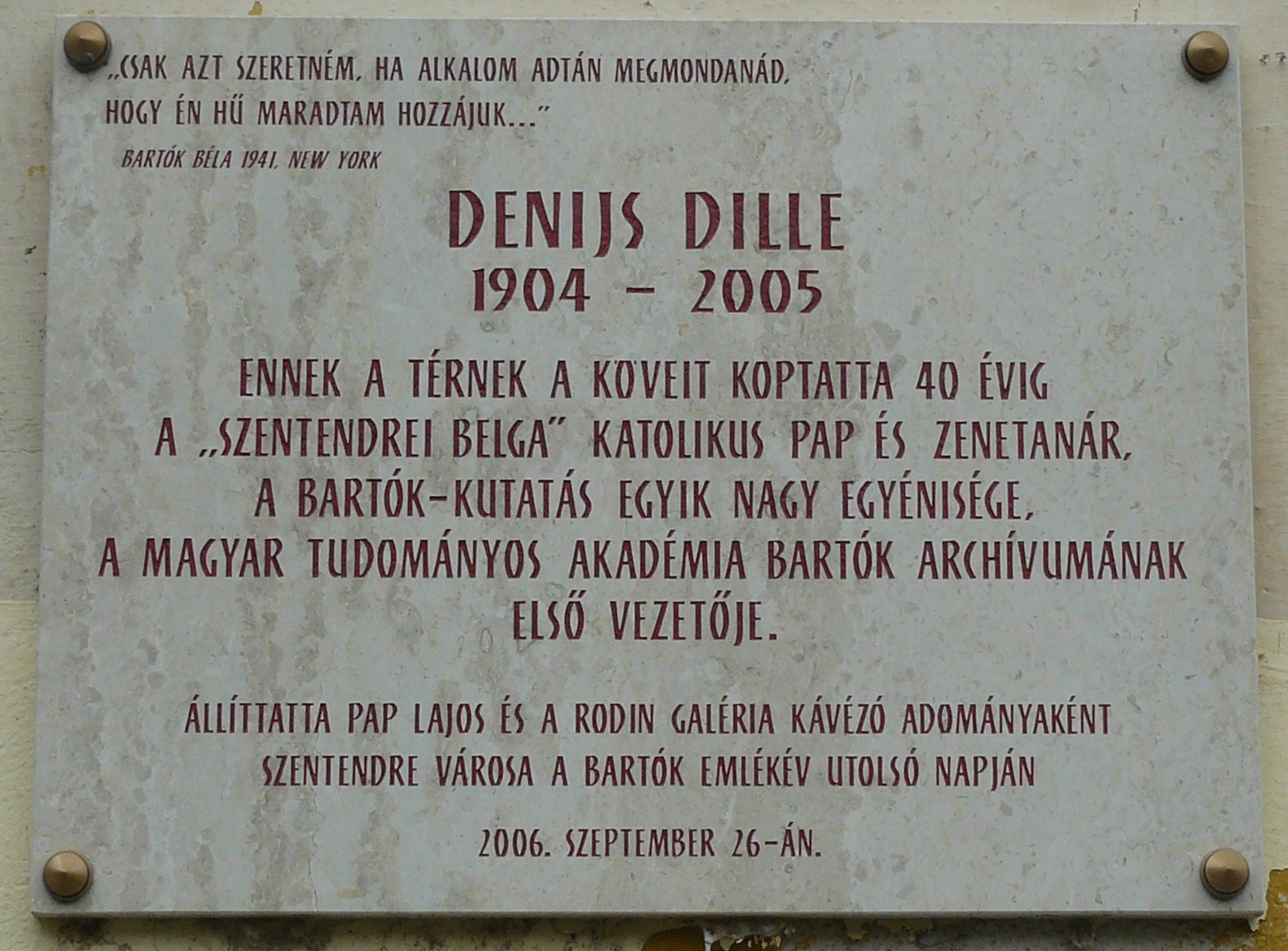
Denijs Dille, Bogdányi utca 23.
Dumtsa Jenő, Dumtsa Jenő utca 20. alkotó: Páljános Ervin
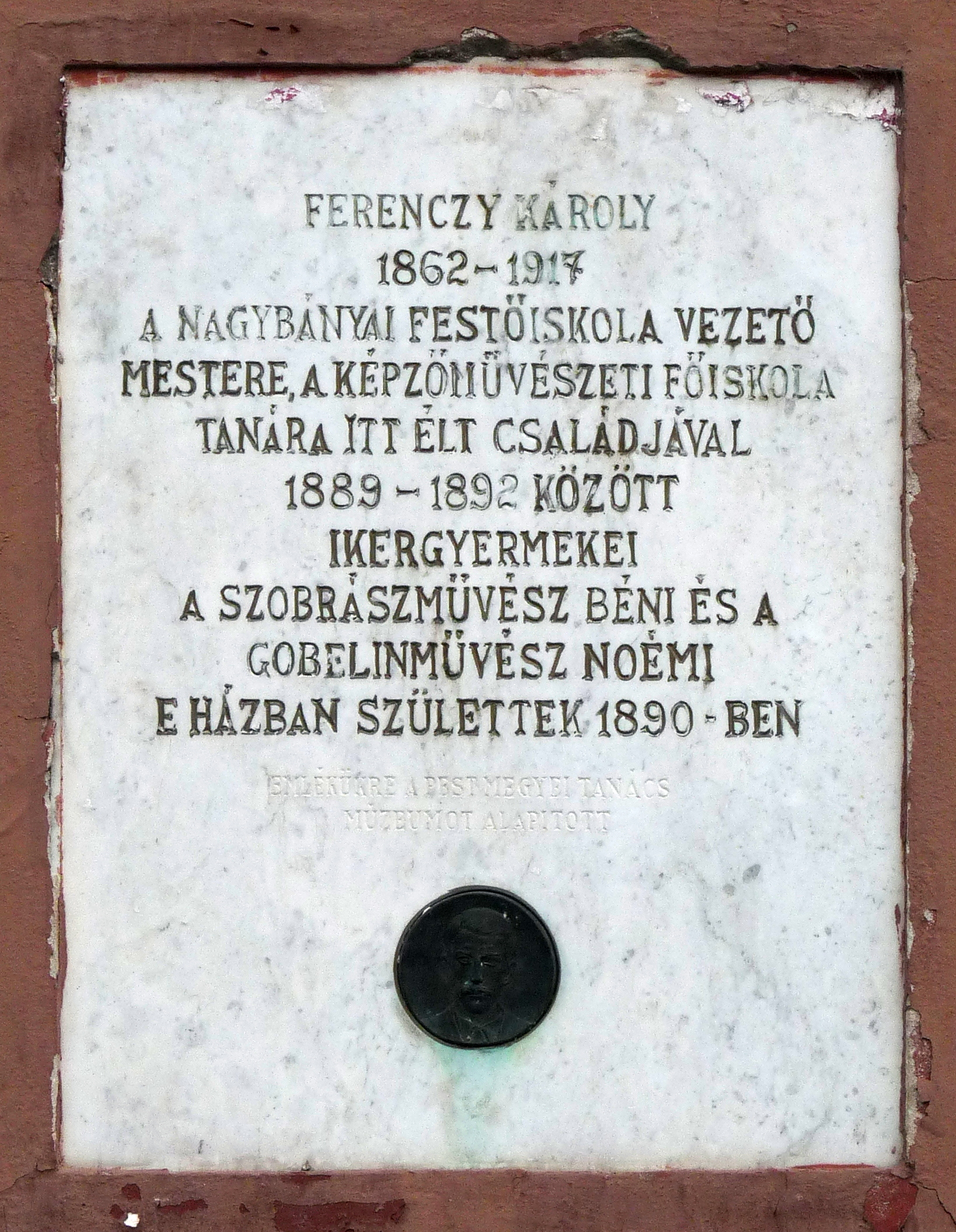
Ferenczy Károly, Béni és Noémi, Alkotmány u 1.
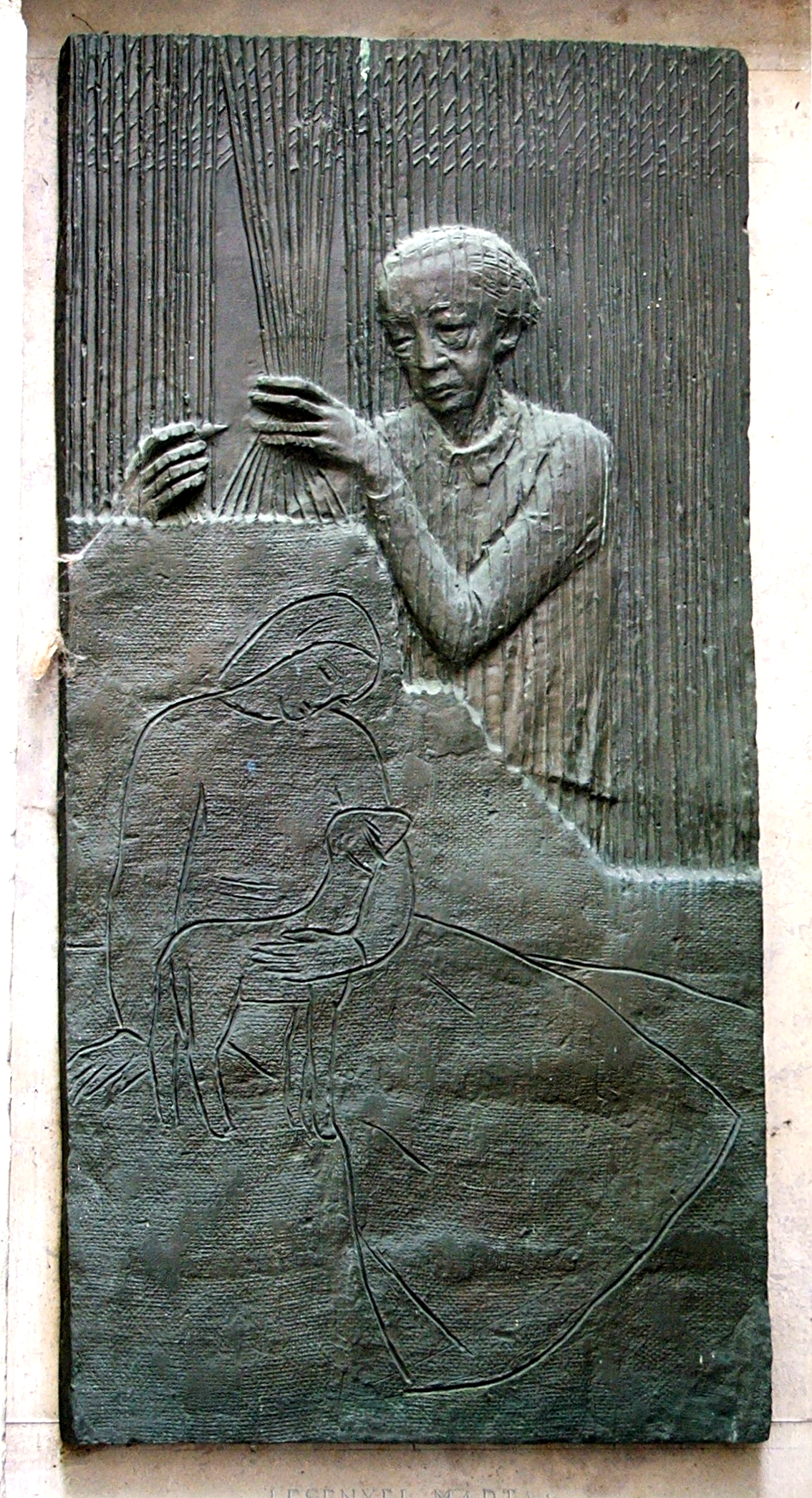
Ferenczy Noémi, ?
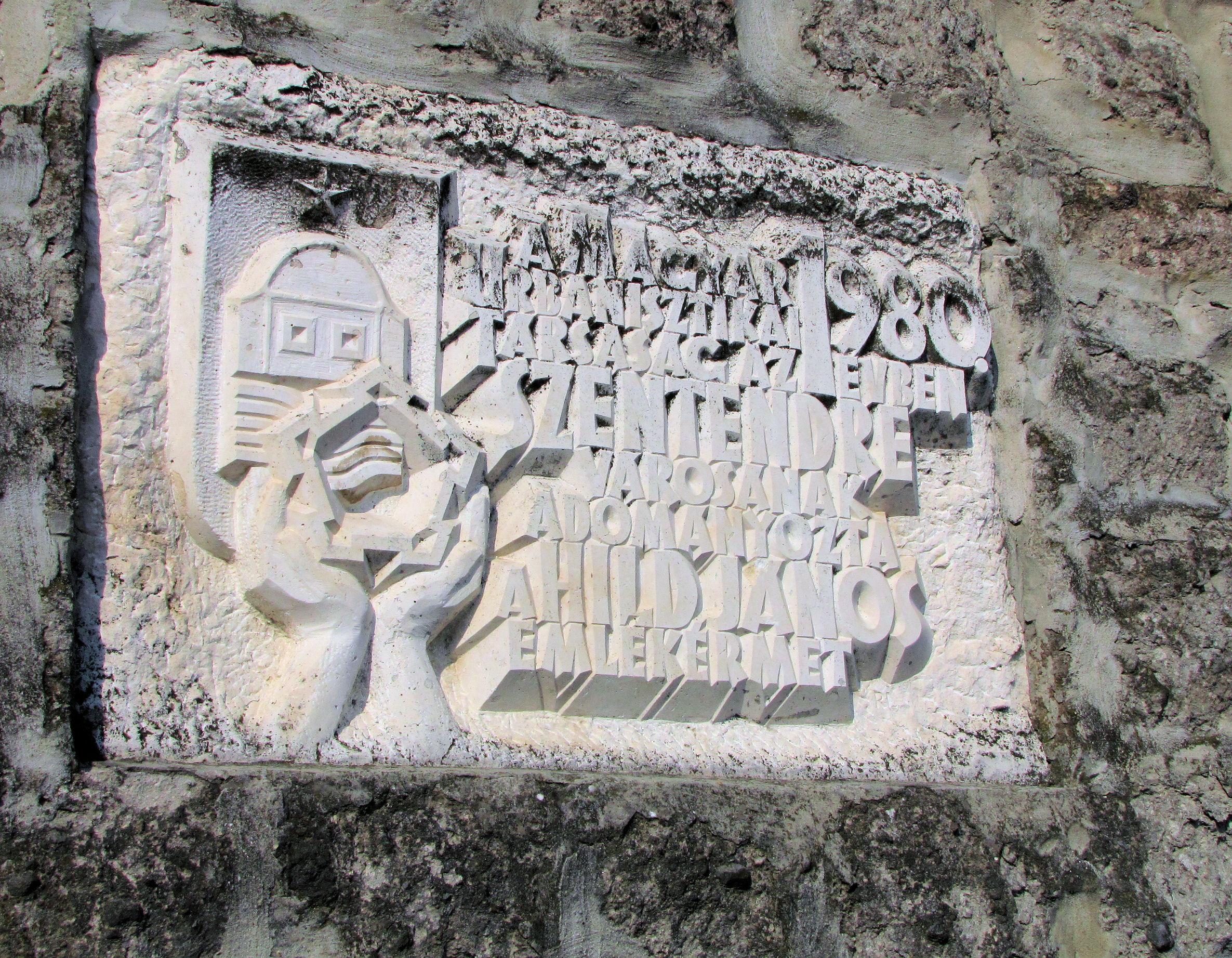
Hild János-díj, Várdomb utca és a Várlépcső kereszteződése
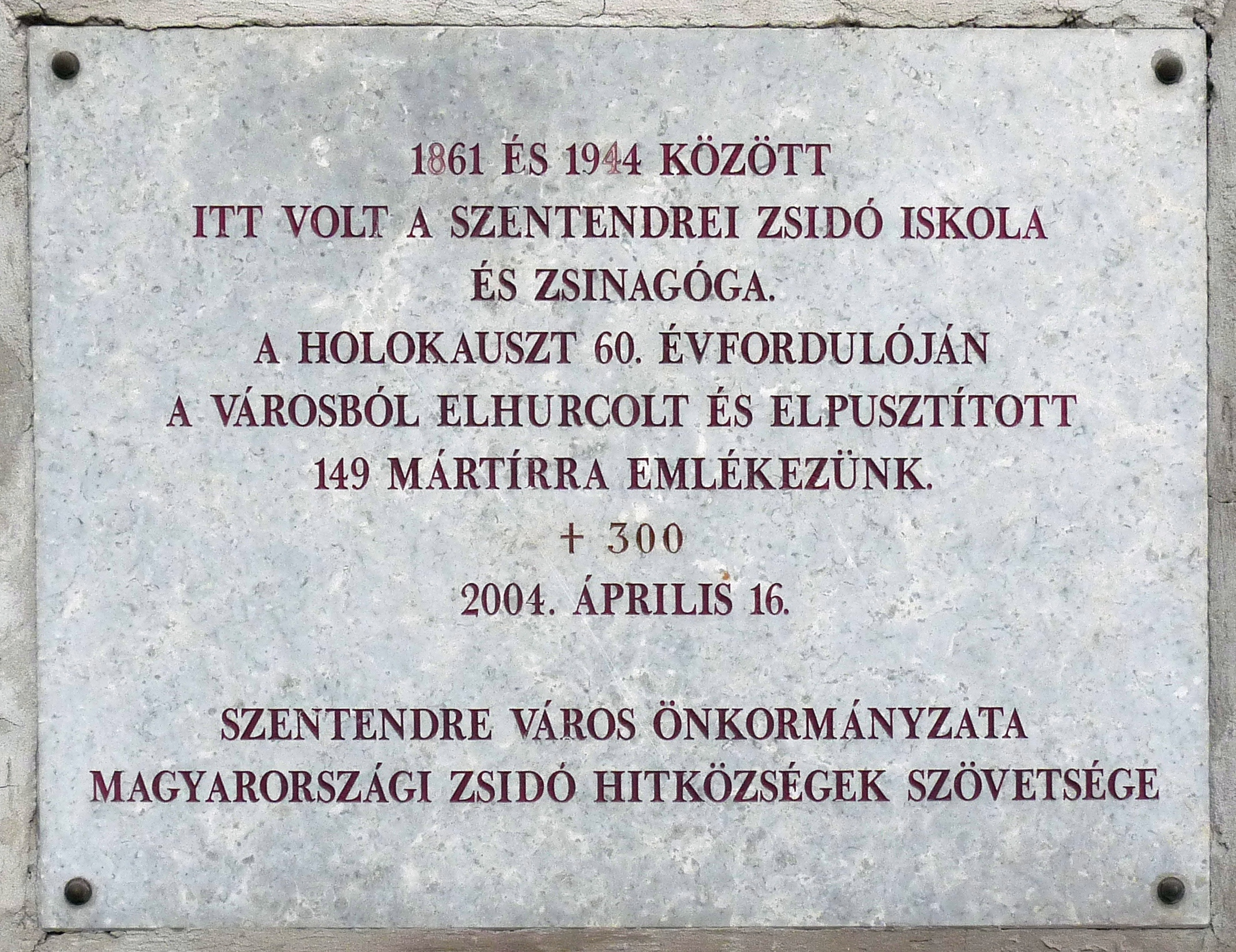
A holokauszt szentendrei áldozatai, Petőfi utca 4.
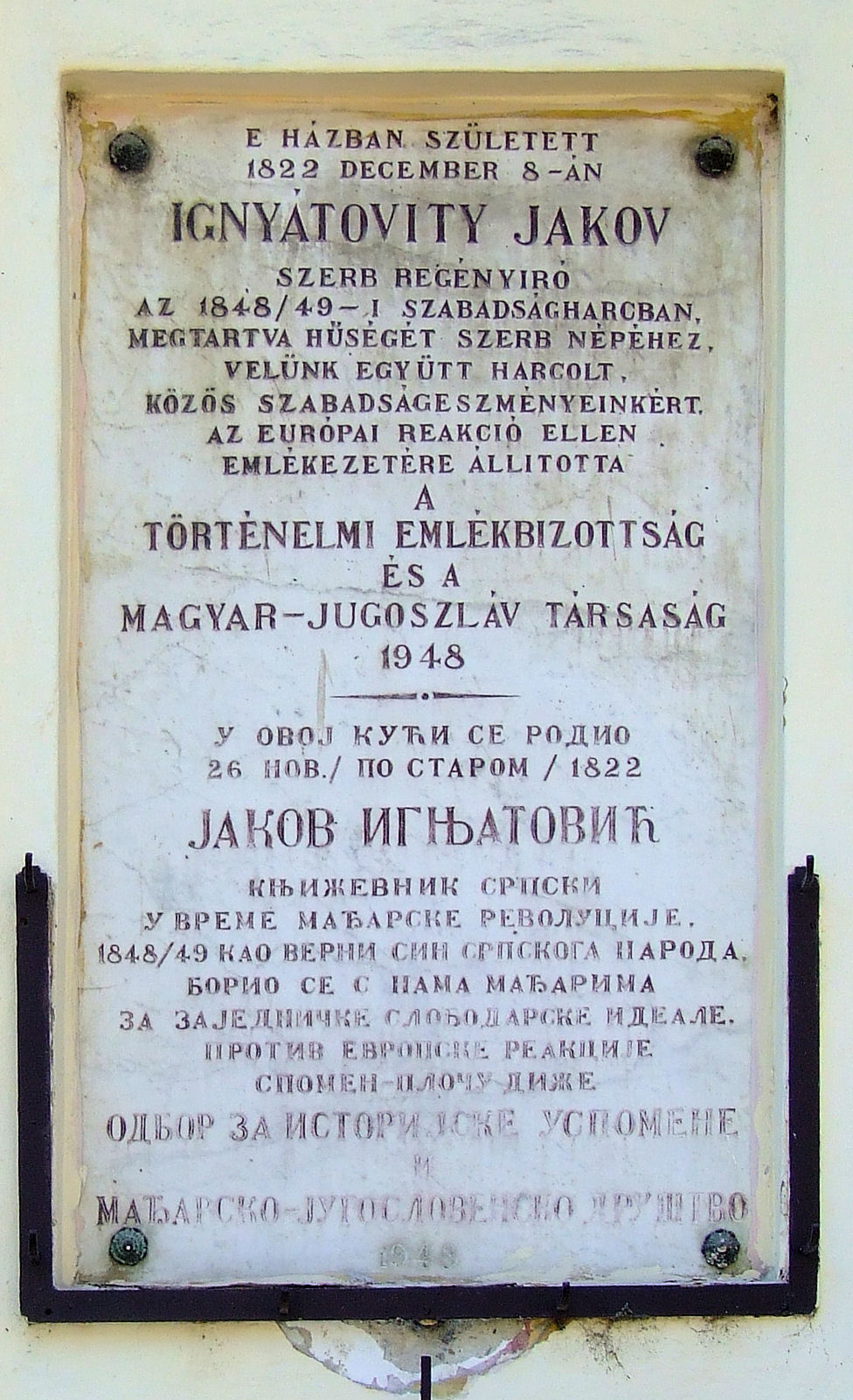
Jakov Ignjatovics, Dumtsa Jenő utca 7.
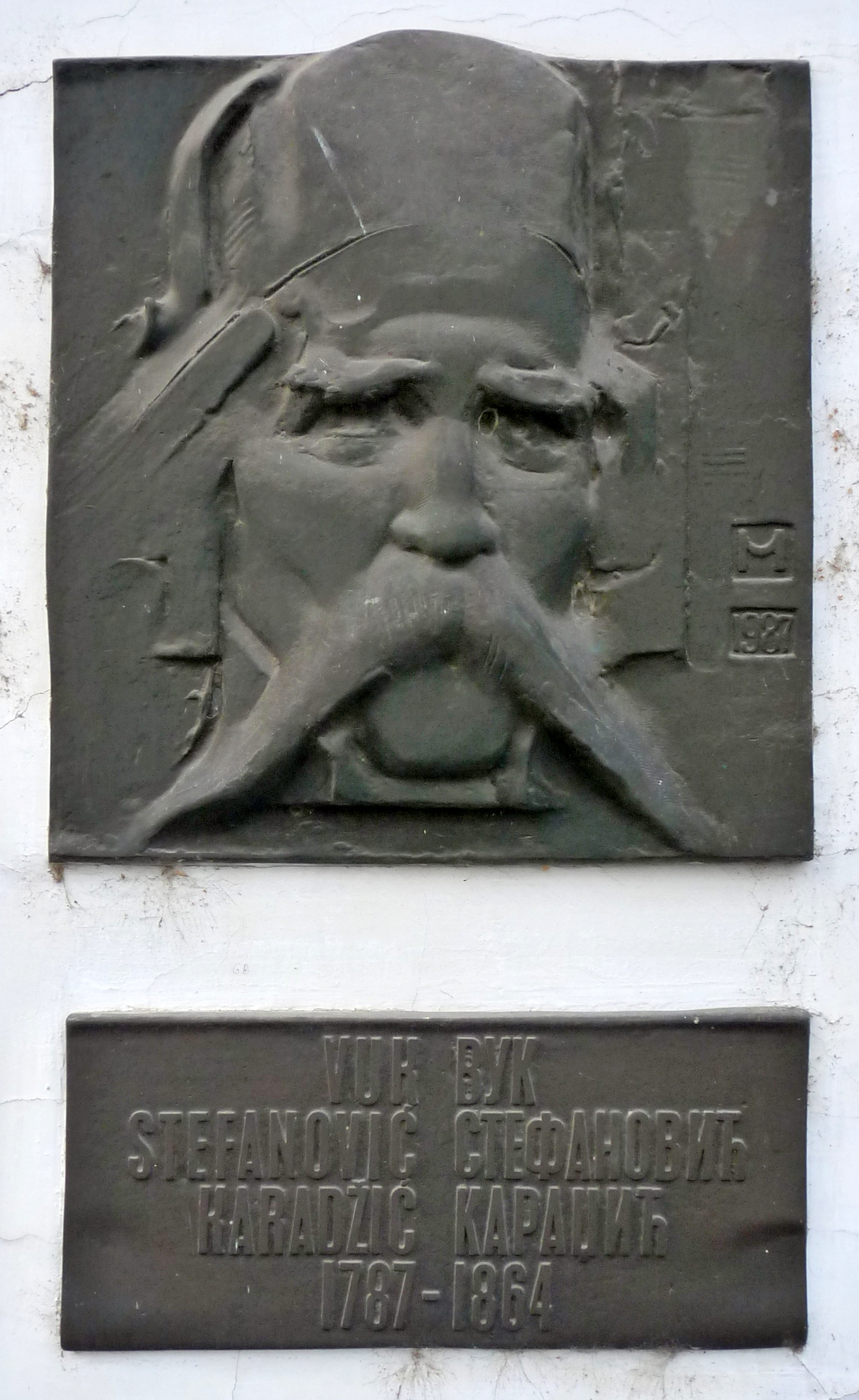
Vuk Stefanović Karadžić, Vuk Karadzsics tér alkotó: Nebojša Mitrić
Katona Gyula, Gőzhajó utca 9.
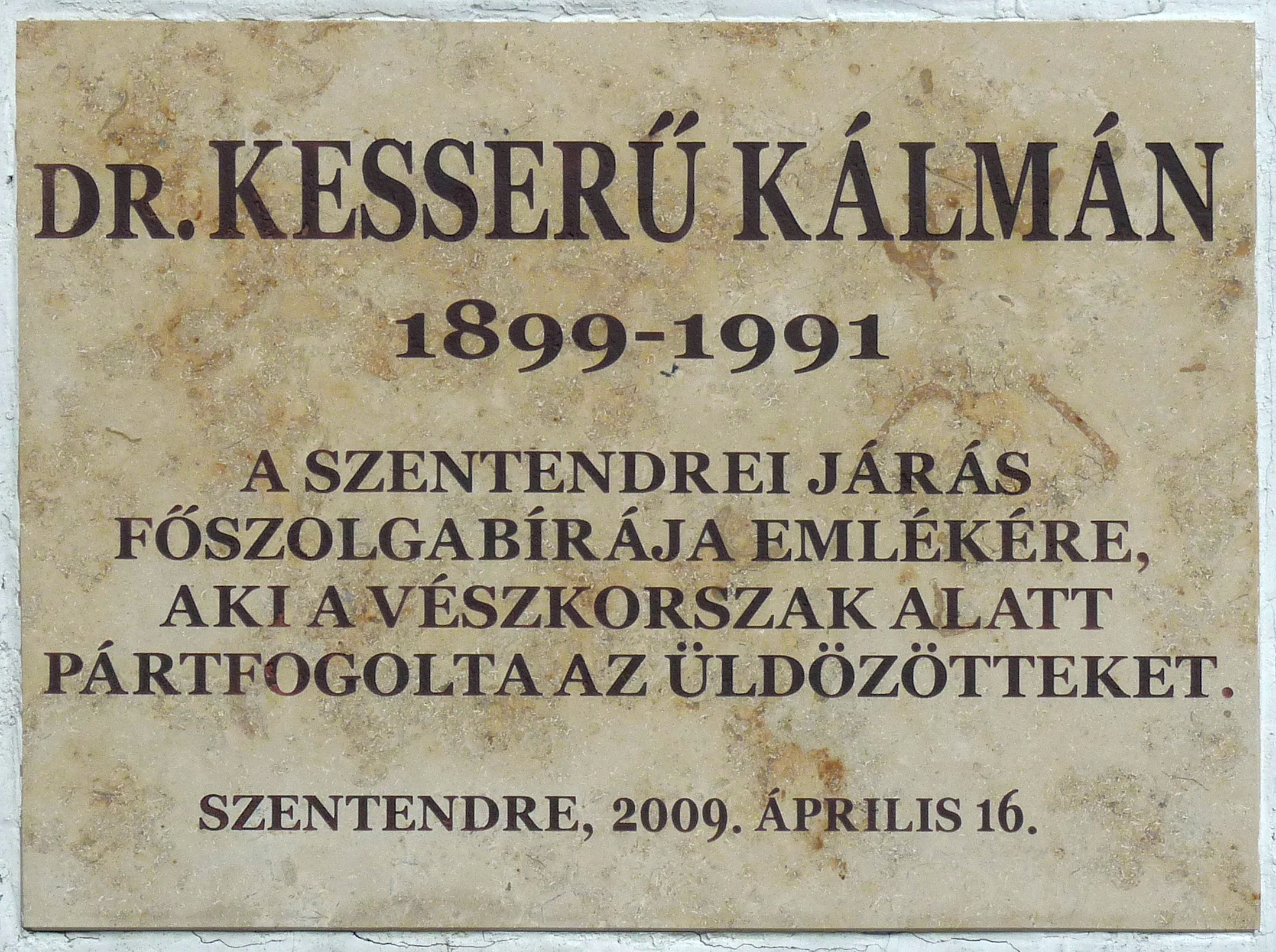
Dr. Kesserű Kálmán, Petőfi utca 4.
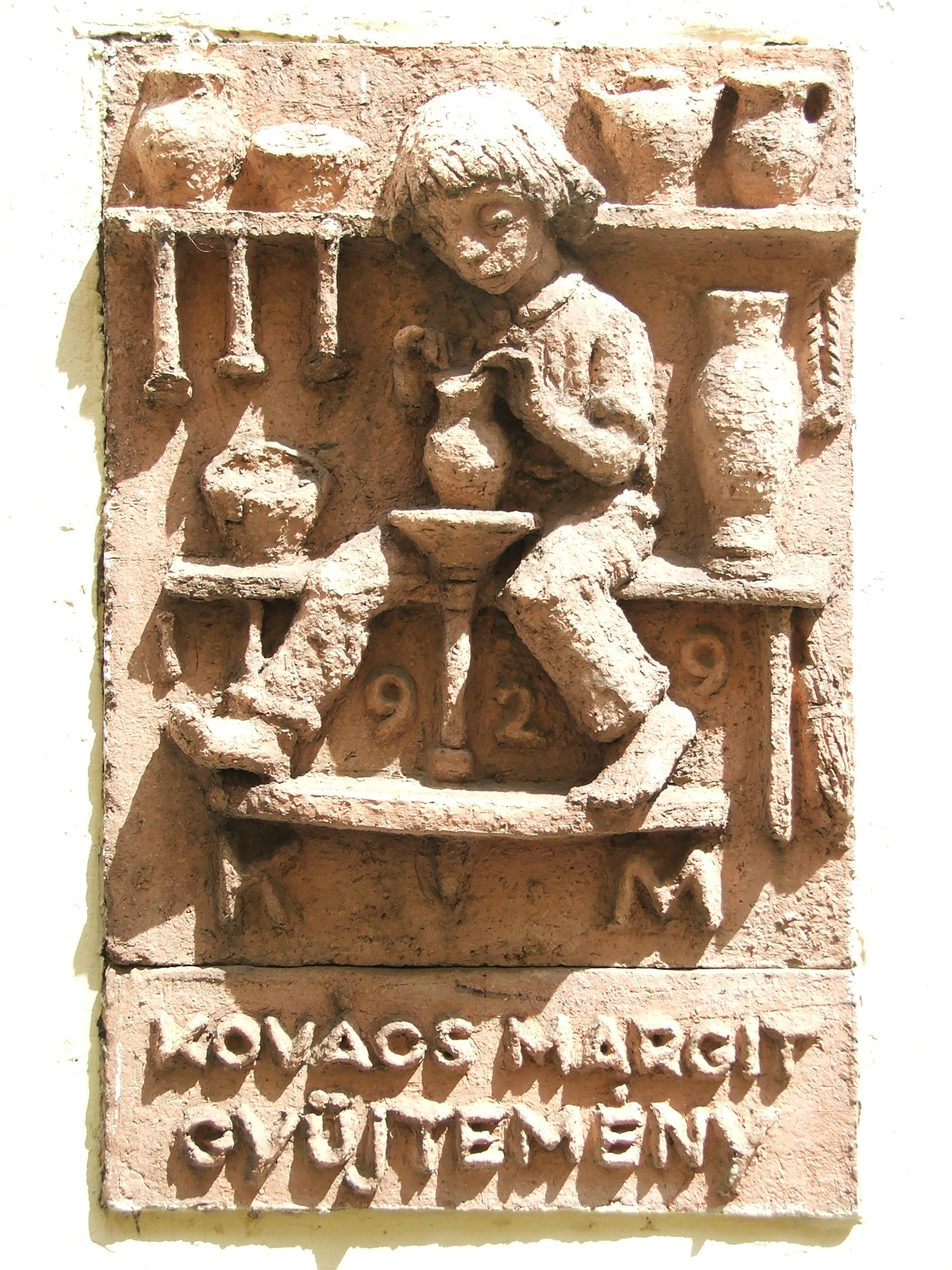
Korong Matyi, Vastagh György utca 1. alkotó: Kovács Margit
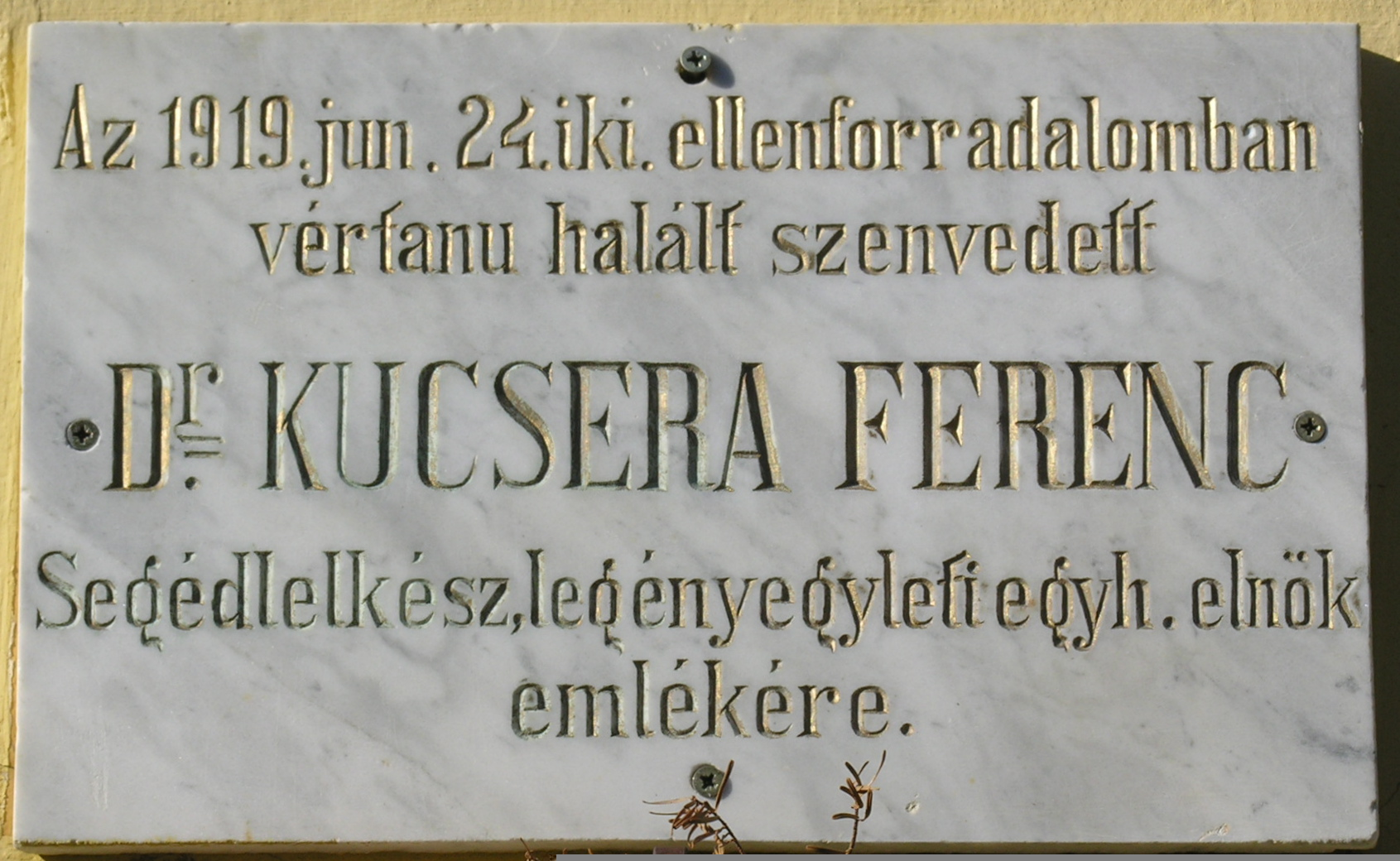
Kucsera Ferenc, Péter Pál utca 6.
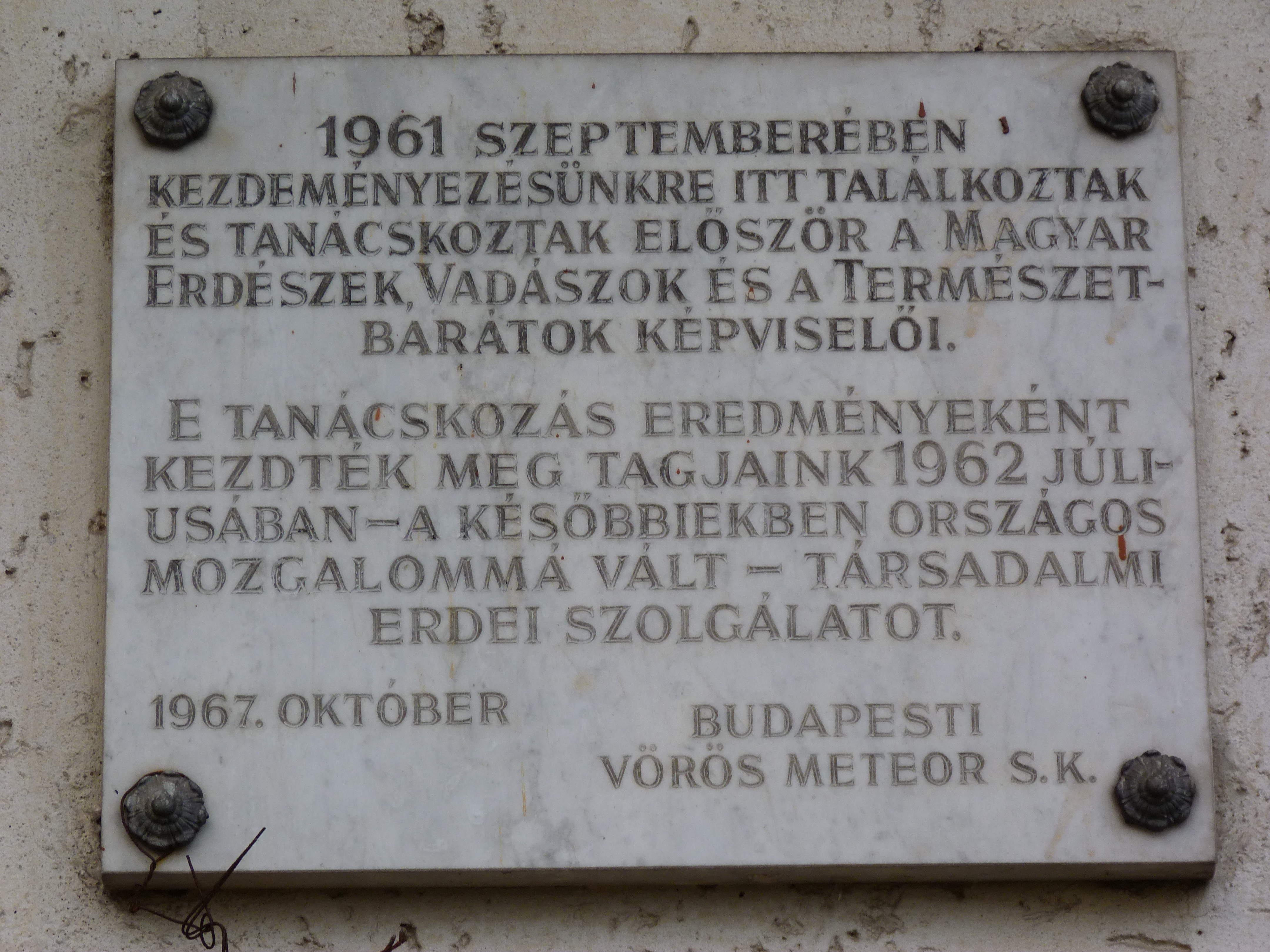
társadalmi erdei szolgálat, Lajos-forrás
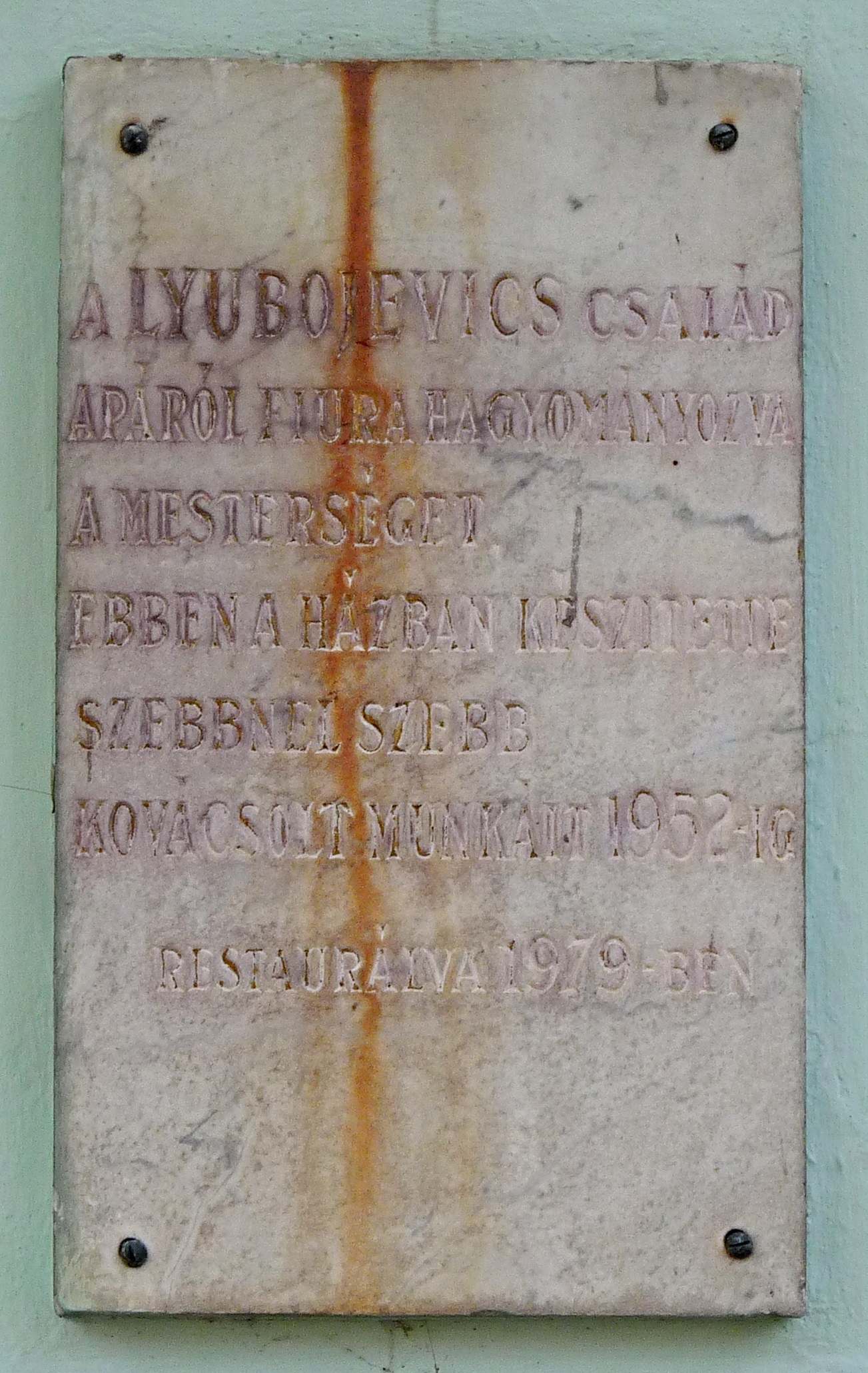
Ljubojevics család, Rab Ráby tér 3.
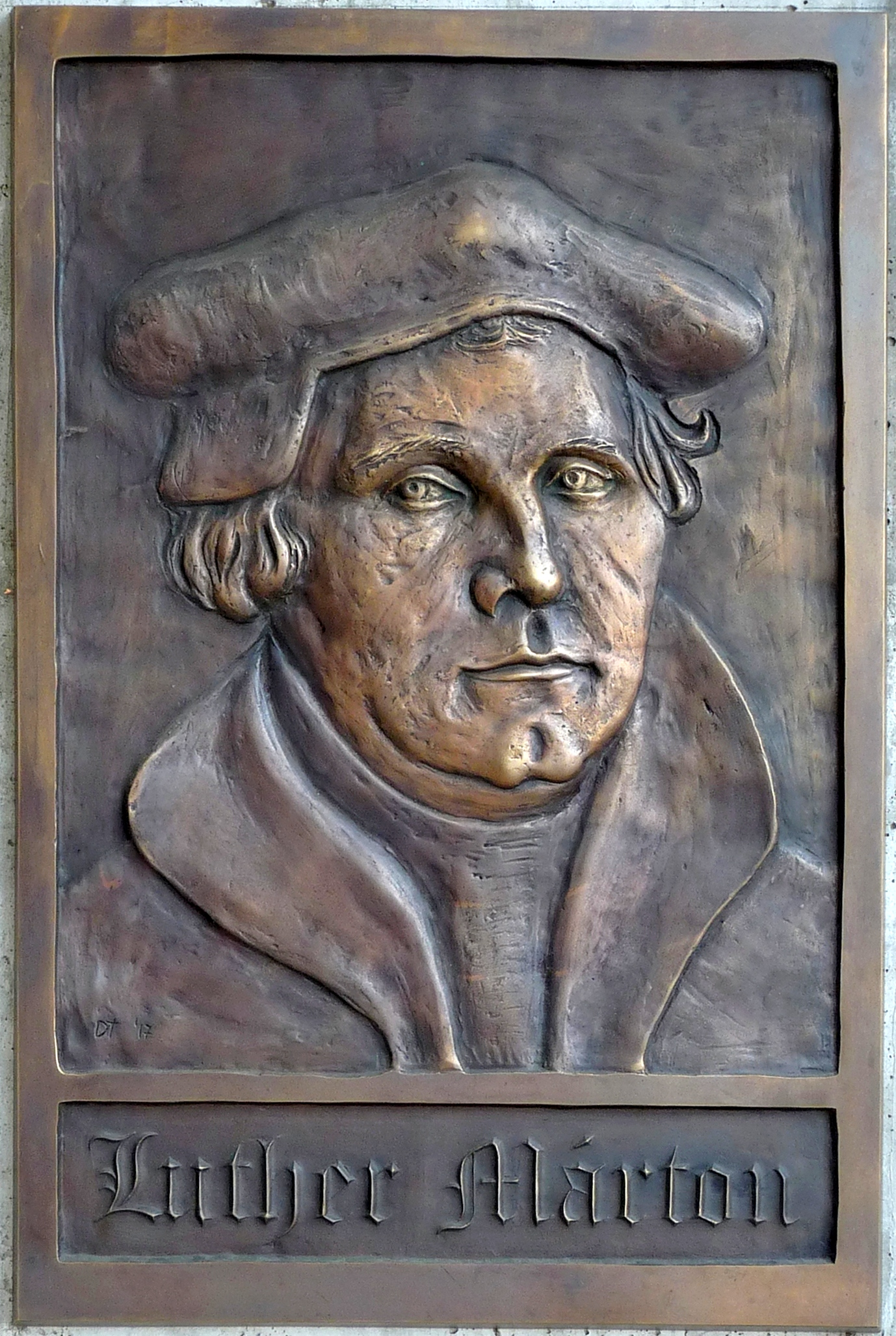
Luther Márton, Bükkös part 2. alkotó: Dani Tamás
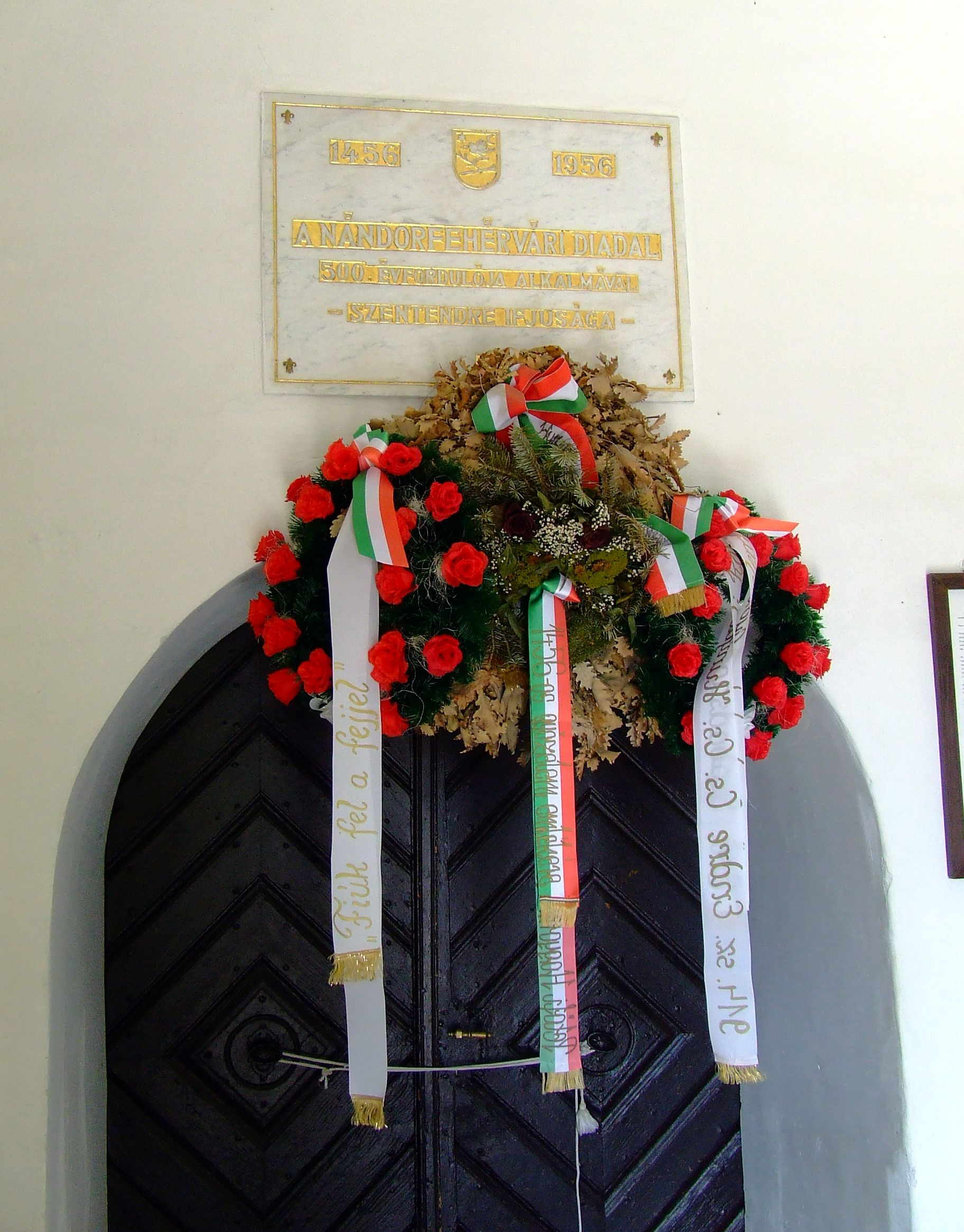
nándorfehérvári diadal, Templom tér 1.
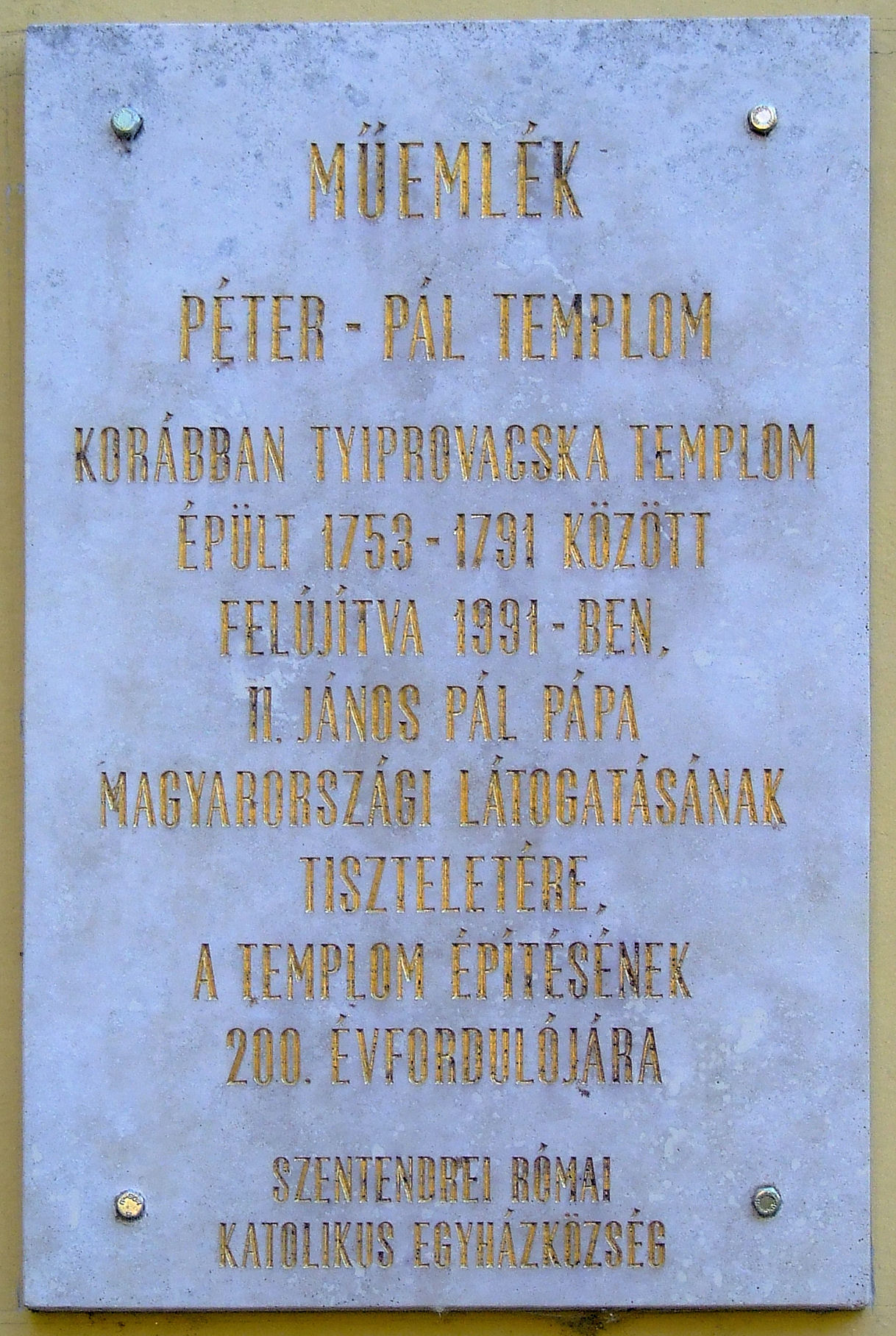
Szent Péter és Pál-templom, Kucsera Ferenc utca 1.
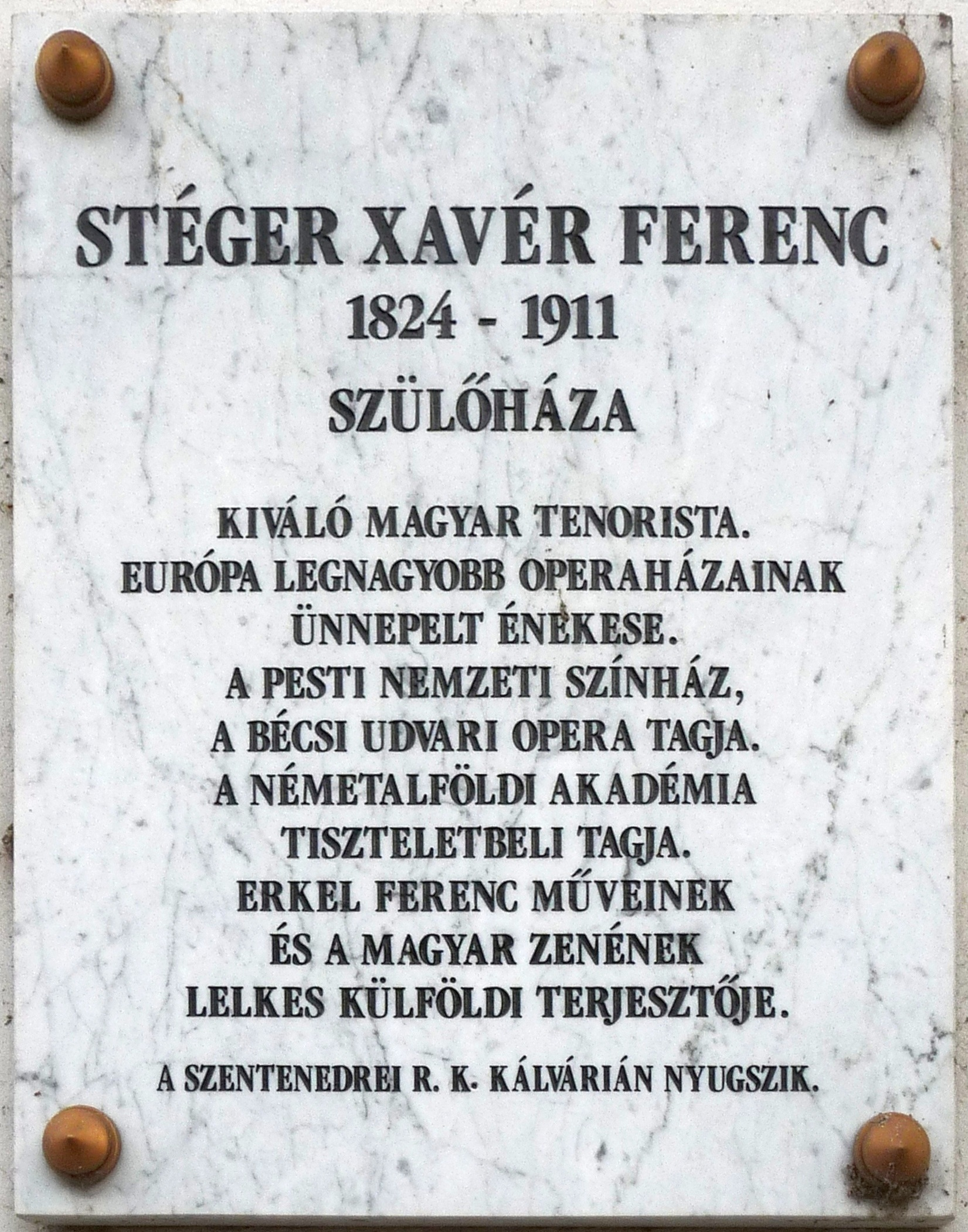
Stéger Xavér Ferenc, Dumtsa Jenő utca 10.
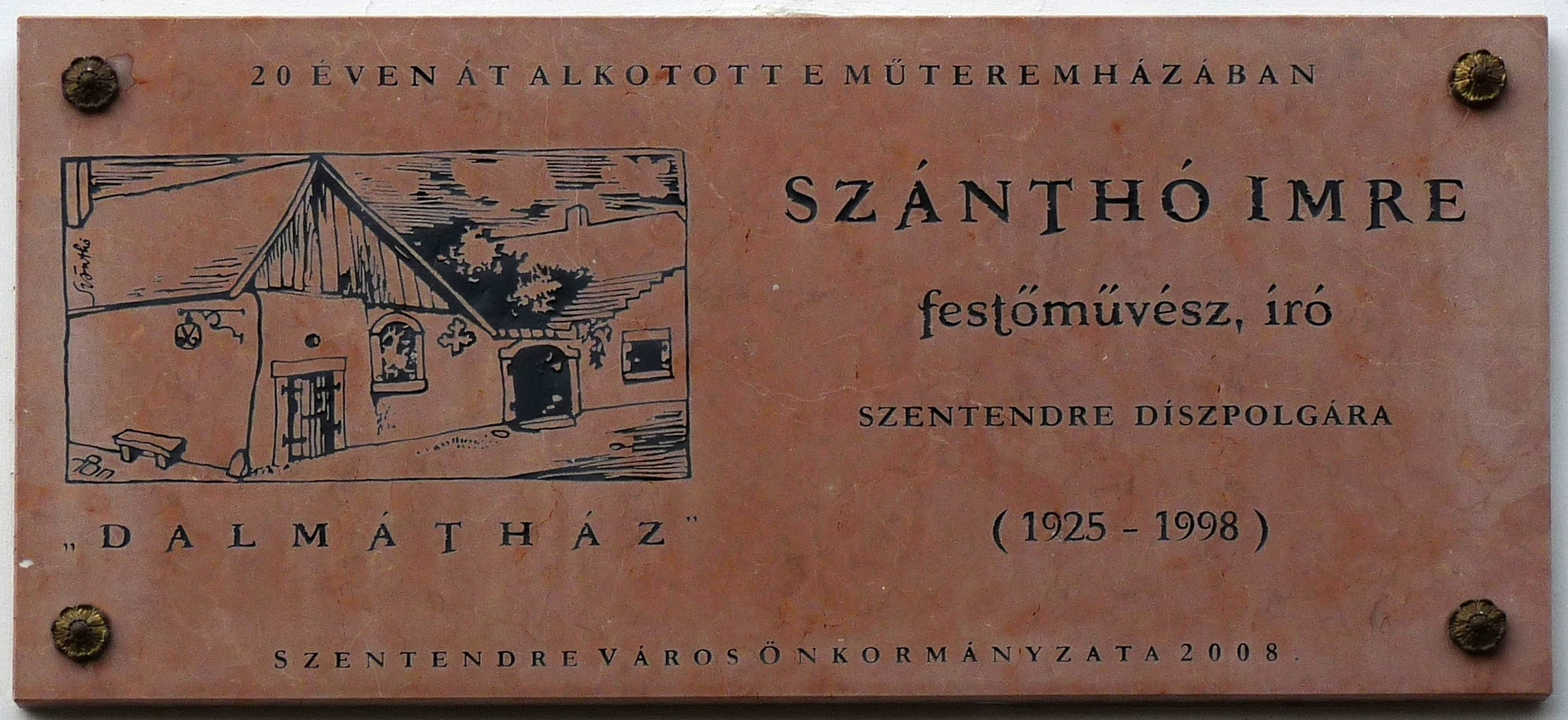
Szánthó Imre, Malom utca 5.
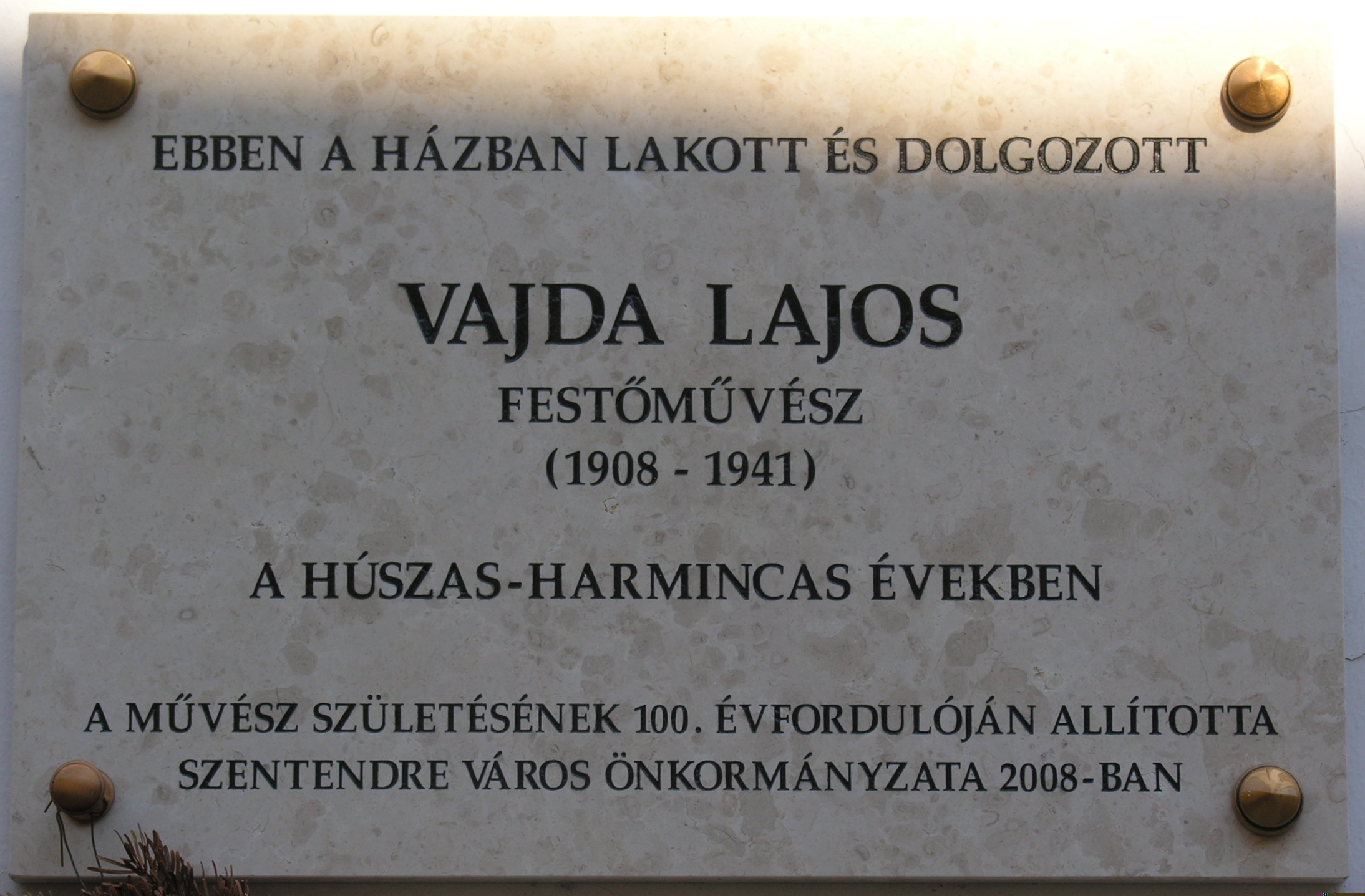
Vajda Lajos, Dumtsa Jenő utca 4.
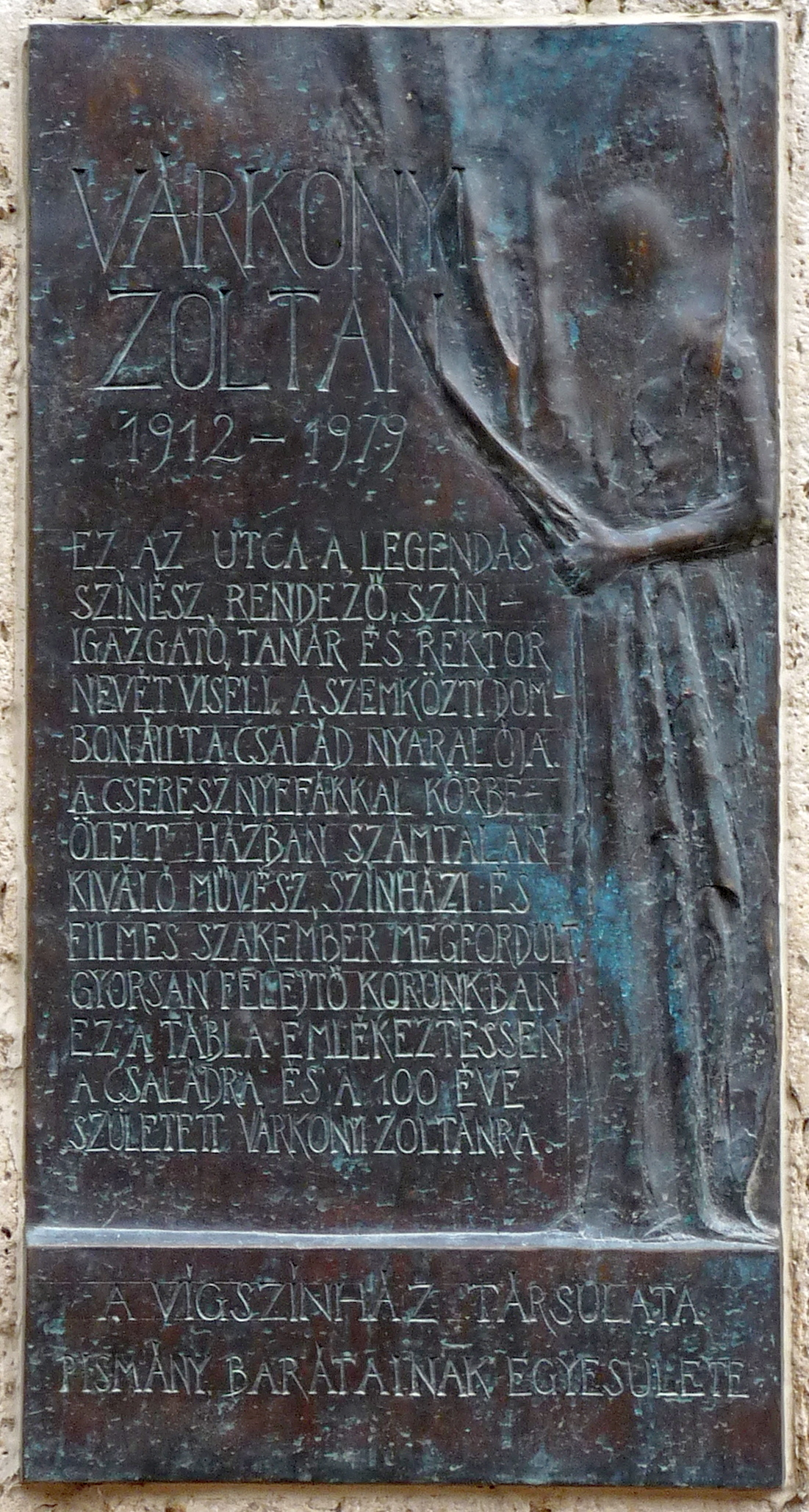
Várkonyi Zoltán, Várkonyi Zoltán utca 4. alkotó:

### Botlatókövek

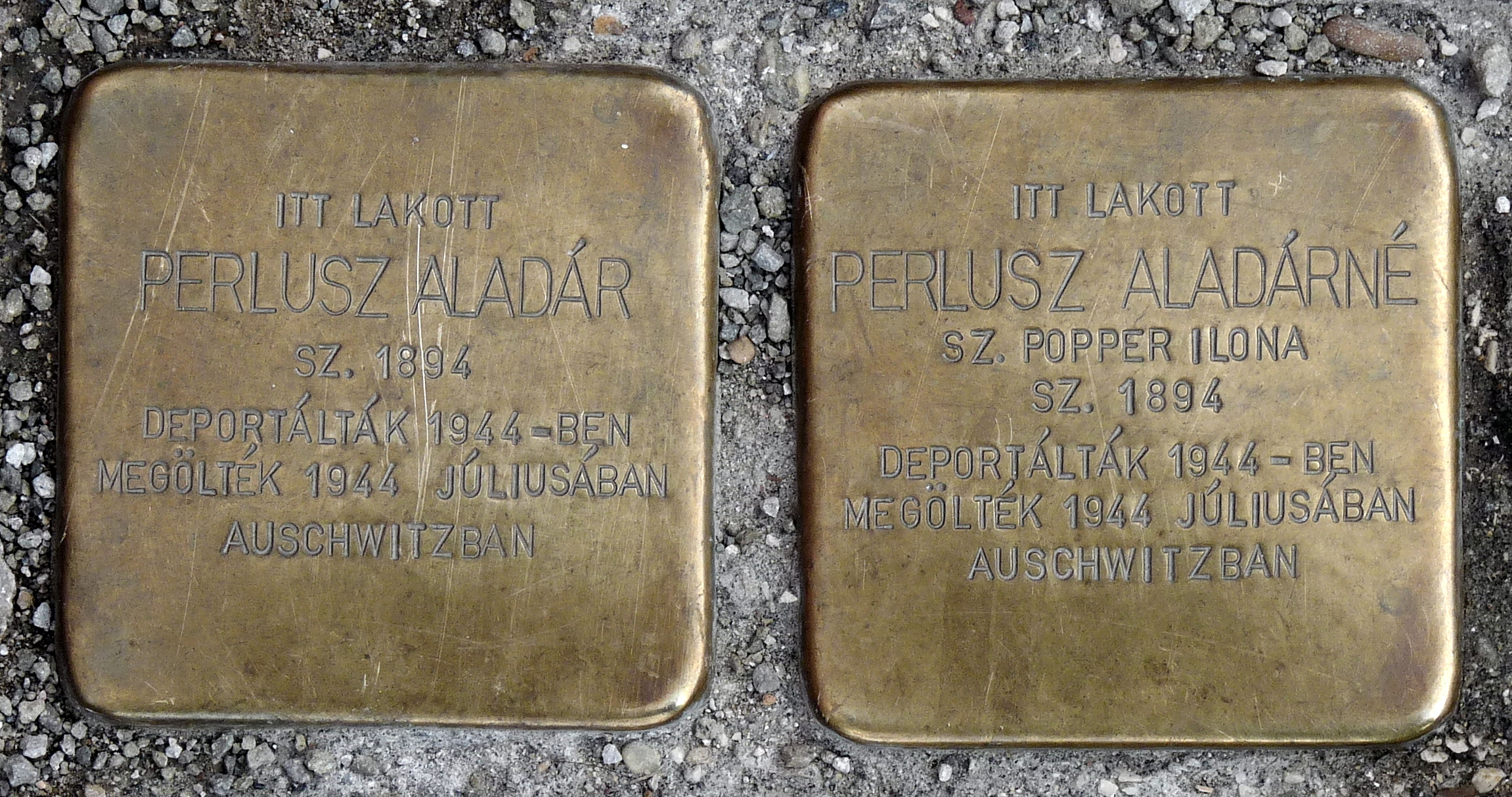
Perlusz Aladár, Perlusz Aladárné (Popper Ilona), Fő tér 2.
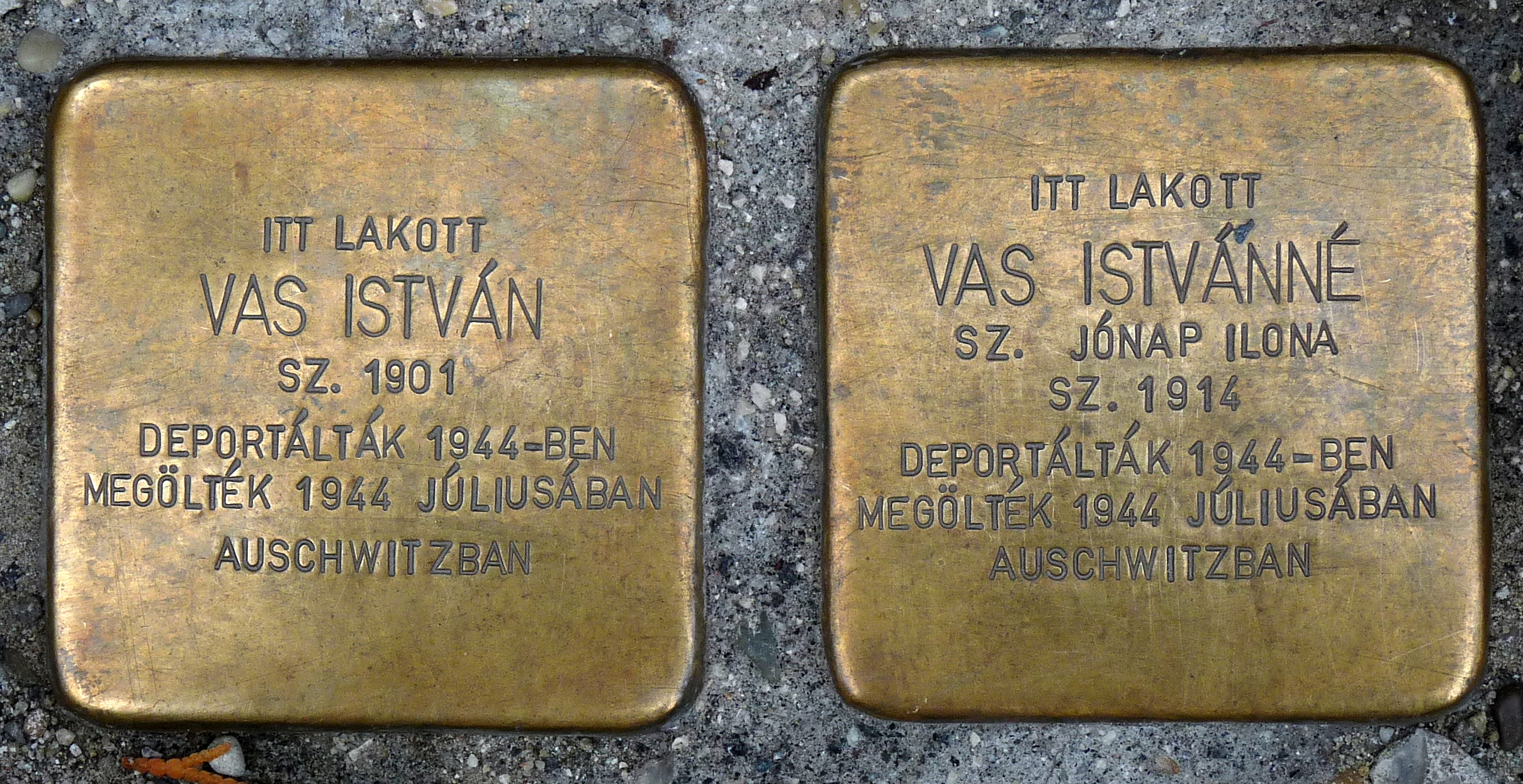
Vas István, Vas Istvánné (Jónap Ilona), Bercsényi utca 1.

## Utcaindex
| Ábrányi Emil utca (10.) Ábrányi Emil Alkotmány utca (1.) Ferenczy Károly, Ferenczy Béni, Ferenczy Noémi Bercsényi utca (1.) Vas István, Vas Istvánné (Jónap Ilona) Bogdányi utca (23.) Denijs Dille (30.) Bárczy János Bükkös part (2.) Luther Márton Dumtsa Jenő utca (4.) Vajda Lajos (7.) Jakov Ignjatovics (10.) Stéger Xavér Ferenc (20.) 1838-as árvíz, Dumtsa Jenő Dunakorzó (4.) Boromisza Tibor Fő tér (2.) Perlusz Aladár, Perlusz Aladárné (Popper Ilona) Görög utca (4.) 1838-as árvíz Gőzhajó utca (9.) Katona Gyula Kör utca (5.) 1838-as árvíz Kucsera Ferenc utca (1.) Szent Péter és Pál-templom, Árpád-házi Szent Erzsébet | Lajos-forrás (-) társadalmi erdei szolgálat Malom utca (5.) Teodor Ilić Češljar, Szánthó Imre Péter Pál utca (6.) Kucsera Ferenc Petőfi utca (4.) Dr. Kesserű Kálmán, a holokauszt 149 szentendrei áldozata Rab Ráby tér (3.) Ljubojevics család Szabadság tér (–) Bükkös-patak Templom tér (1.) nándorfehérvári diadal Várdomb utca (?) Hild János-díj Várkonyi Zoltán utca (4.) Várkonyi Zoltán Vastagh György utca (1.) Korong Matyi Vuk Karadzsics tér (–) Vuk Stefanović Karadžić Zenta utca (5.) Barcsay Jenő |